# Verlichting (stroming)

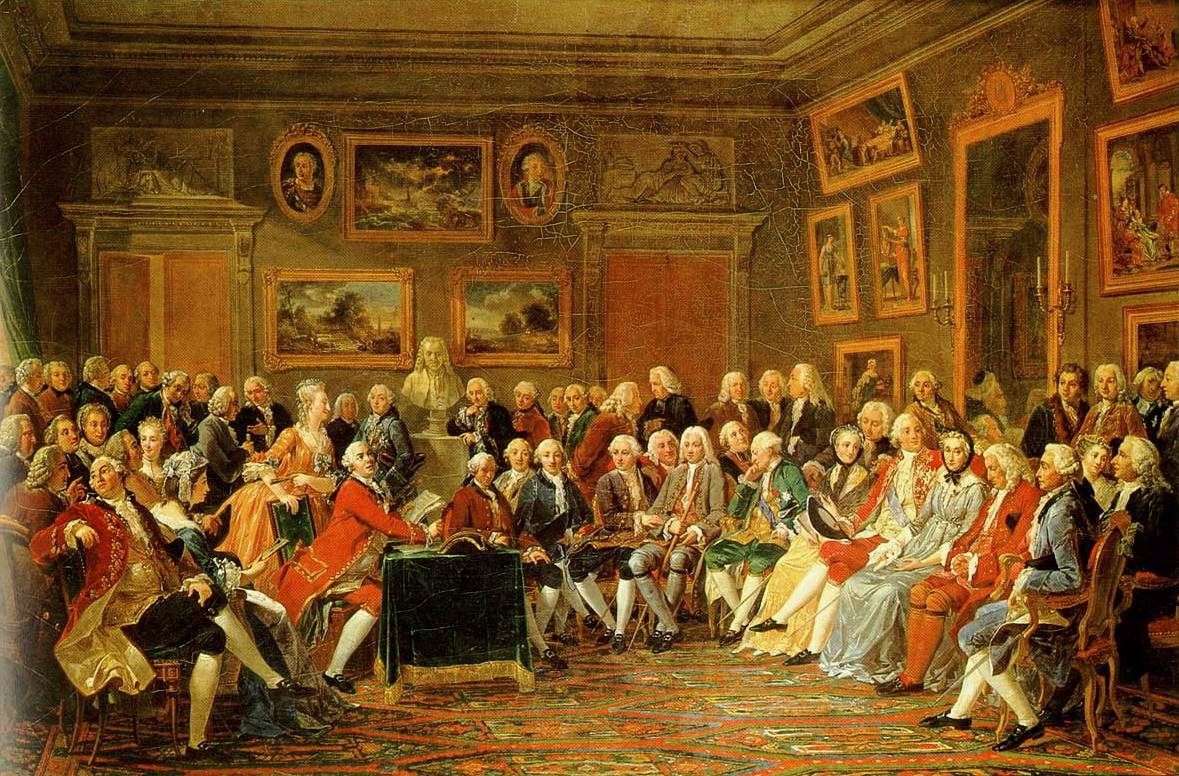
Een lezing van Voltaire in een Franse salon, 1755. In dergelijke salons, waarin ook voor vrouwen een rol was weggelegd, kwamen wetenschappers, letterkundigen en aristocraten bijeen.

De Verlichting of Eeuw van de Rede was een cultureel-filosofische en intellectuele stroming in Europa, die ruwweg samenviel met de 18e eeuw. Er vormde zich een culturele beweging van intellectuelen, die zich ten doel stelde het gebruik van de rede en het filosoferen te bevorderen. De rede gaat slechts af op feiten, hoe verborgen die ook zijn. De Verlichting stond voor de bevordering van de wetenschap en van intellectuele uitwisseling. De propagandisten ervan bestreden het bijgeloof, obscurantisme, misbruik van recht in kerk en staat, intolerantie en kwamen op voor zekere grondrechten.
Kenmerkend voor de Verlichting was een toegenomen vertrouwen in de wetenschap en de logica, ten koste van de religie en de tradities, waarvan de maatschappelijke betekenis afnam. De grotere rol van de rede – het verstand vervangt de religieuze dogma's, en de eeuwenlange gehoorzaamheid aan de door de geestelijkheid opgelegde normen – kwam tot uitdrukking in de titel van het boek The Age of Reason. Deze boektitel werd het Engelstalige synoniem voor 'de Verlichting'. De Verlichting wordt algemeen beschouwd als een reactie op het dogmatische autoriteitsgeloof, dat het ancien régime kenmerkte.

## Achtergrond

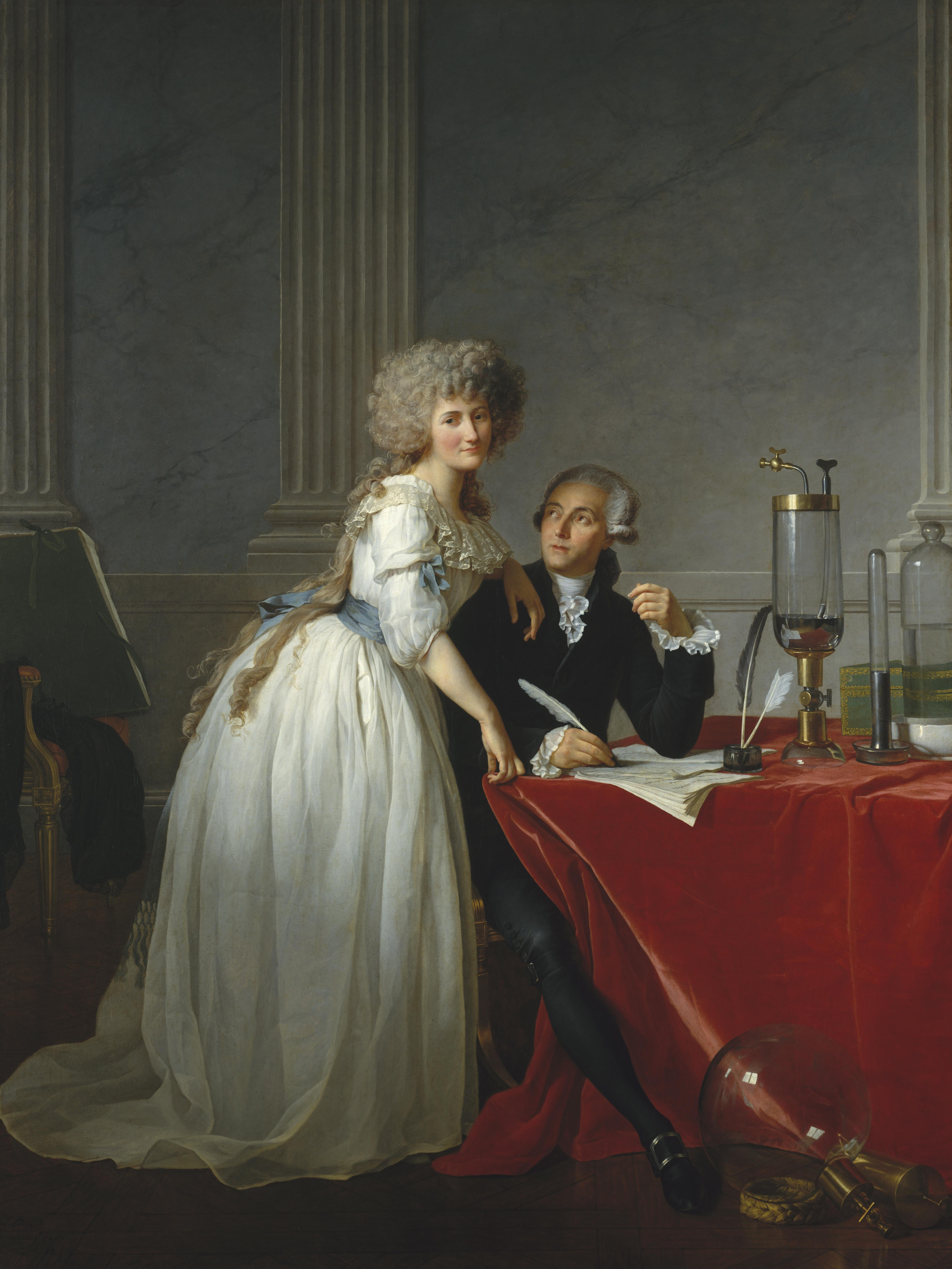
Antoine Laurent Lavoisier en Marie-Anne Pierrette Paulze door Jacques-Louis David 1788. Metropolitan Museum of Art, New York

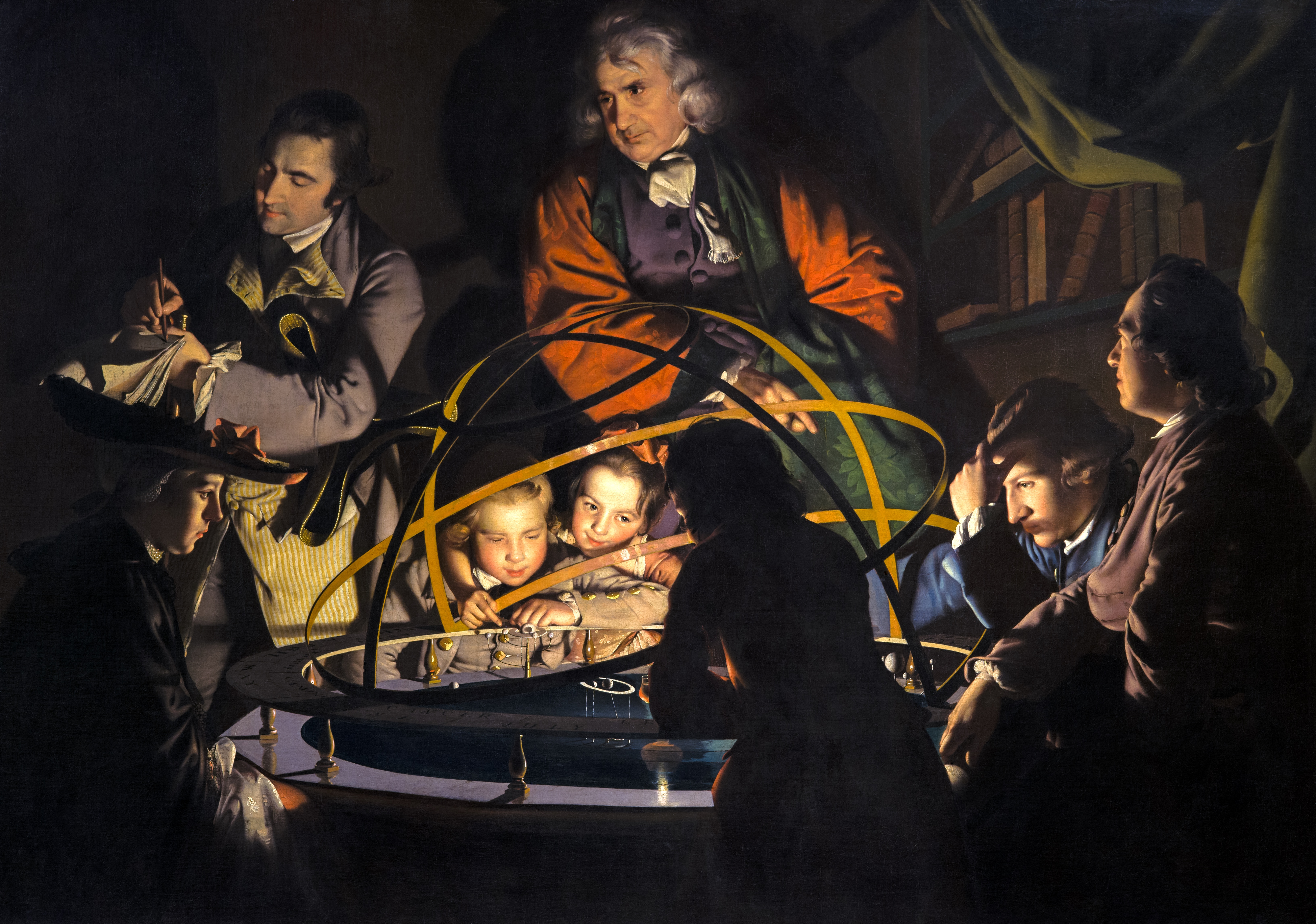
De filosoof geeft uitleg bij een model van het zonnestelsel door Joseph Wright of Derby

De Verlichting als stroming wordt gezien als een van de pijlers onder de westerse beschaving en zette grote wijzigingen in gang in het denken over religie, filosofie, kunst, wetenschap en politiek. Tijdens de Verlichting zag men haar nog niet als een stroming of een afgebakend tijdperk, maar als een maatschappelijk proces waarvan de ontwikkeling kon worden nagestreefd en die nog voortduurt. De Verlichting gaf aanleiding tot modernisering van de samenleving door middel van individualisering, emancipatie, feminisme, secularisering en globalisering. Het gelijkheidsbeginsel, de mensenrechten en de burgerrechten vinden er hun wortels, net zoals het 'vrijdenken', het klassiek liberalisme, het socialisme, het anarchisme.
De Verlichting kent een kritische en een constructieve zijde. De kritische of radicale verlichters nemen het - geïnstitutionaliseerde - geloof en de onredelijkheid op de korrel. Zij komen op voor een scheiding tussen kerk en staat gebaseerd op rechtvaardigheid en democratie. De constructieve of gematigde verlichters, zoals Joseph Priestley, zoeken manieren om kennis (wetenschap) en religie met elkaar te verbinden.
In de eerste helft van de achttiende eeuw hielden de filosofen van de Verlichting zich bezig met het populariseren van de wetenschap, het zoeken naar kennis, waarheid, geluk en volmaaktheid. In de tweede helft van de achttiende eeuw werden de grondslagen gelegd voor economie, sociologie, pedagogie, antropologie en land- en volkenkunde. Tijdens de Verlichting hadden geleerden en amateurs grote belangstelling voor de natuur. Het ging hen om het ontdekken van de wetmatigheden. In de zeventiende eeuw en nog lang daarna werd het begrip 'filosofie' gewoonlijk gebruikt voor wat nu natuurwetenschap wordt genoemd. De filosofen uit de renaissance hadden voornamelijk aandacht besteed aan God en de mens en de natuur was daarbij verwaarloosd.

### Grondleggers: Descartes en Spinoza
René Descartes legde met de uitspraak Cogito ergo sum de grondtoon van de verlichting. Alleen door het gebruik van de rede en het gezonde verstand komt men tot waarheid.
Baruch Spinoza, die voortbouwde op het denkwerk van Descartes, accepteerde als een van de eersten geen andere verklaring dan die gebaseerd op de rede. Spinoza kreeg navolgers in Duitsland, zoals Gottfried Wilhelm Leibniz en Ehrenfried Walther von Tschirnhaus. Zijn boeken werden al snel vertaald in het Frans, maar zijn filosofie bleef een heikel punt: ze zou leiden tot atheïsme en fatalisme en is in bijna alle landen van Europa fel bestreden. In Engeland werd Spinoza volledig genegeerd. Daar ontwikkelde zich het empirisme met het idee dat niet de rede, maar waarneming ten grondslag lag aan nieuwe kennis. In Frankrijk ontwikkelde zich met Diderot, Holbach en Melchior Grimm een radicale richting. Deze zette zich af tegen  gematigdere verlichtingsdenkers als Rousseau en Voltaire, die een bepaalde mate van religie accepteerden in hun filosofie. Afhankelijk van de staatsvorm en de invloed van de vorst of kerk, was deze vraag de kern van het debat in andere Europese landen, waar ofwel het katholieke, het anglicaanse, het calvinistische, het lutherse of het Russisch-orthodoxe geloof werd beleden. In Duitsland ontstond een nog gematigder richting, zich baserend op de voorzichtige Leibniz en diens navolger Christian Wolff.
Volgens historicus Jonathan Israel spitste de discussie tussen de strijdende partijen zich rond 1740 toe op het belang van en de uitwerking van Spinoza's ideeën. De radicale periode was rond 1750 voorbij, waarna door de filosofen van de Verlichting een brug geslagen werd tussen wetenschap en geloof. "Een christelijke, tolerante of gematigde vorm van Verlichting overheerste." Daarna stond de Verlichting ook voor het ontwikkelen en analyseren van eigen en andermans emoties

## Historische afbakening

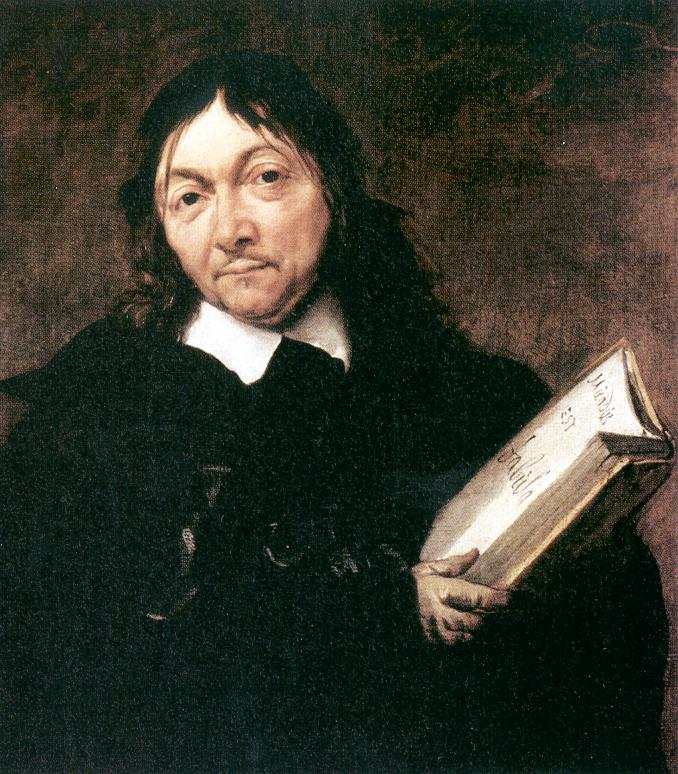
René Descartes was een uitgesproken rationalist, maar verwierp het geloof niet.

Een precieze afbakening van de Verlichting is problematisch, maar ruwweg laat men deze periode duren van 1650 – het jaar dat Descartes overlijdt – tot circa 1800. Het begin van de Verlichting zou volgens Stephen Toulmin kunnen liggen bij de ontdekkingen van Galileo Galilei of de boeken van René Descartes. Engelsen zijn geneigd de Verlichting te zien als een gevolg van de publicatie van Newtons Philosophiae Naturalis Principia Mathematica, rond 1687.

## Geschiedenis

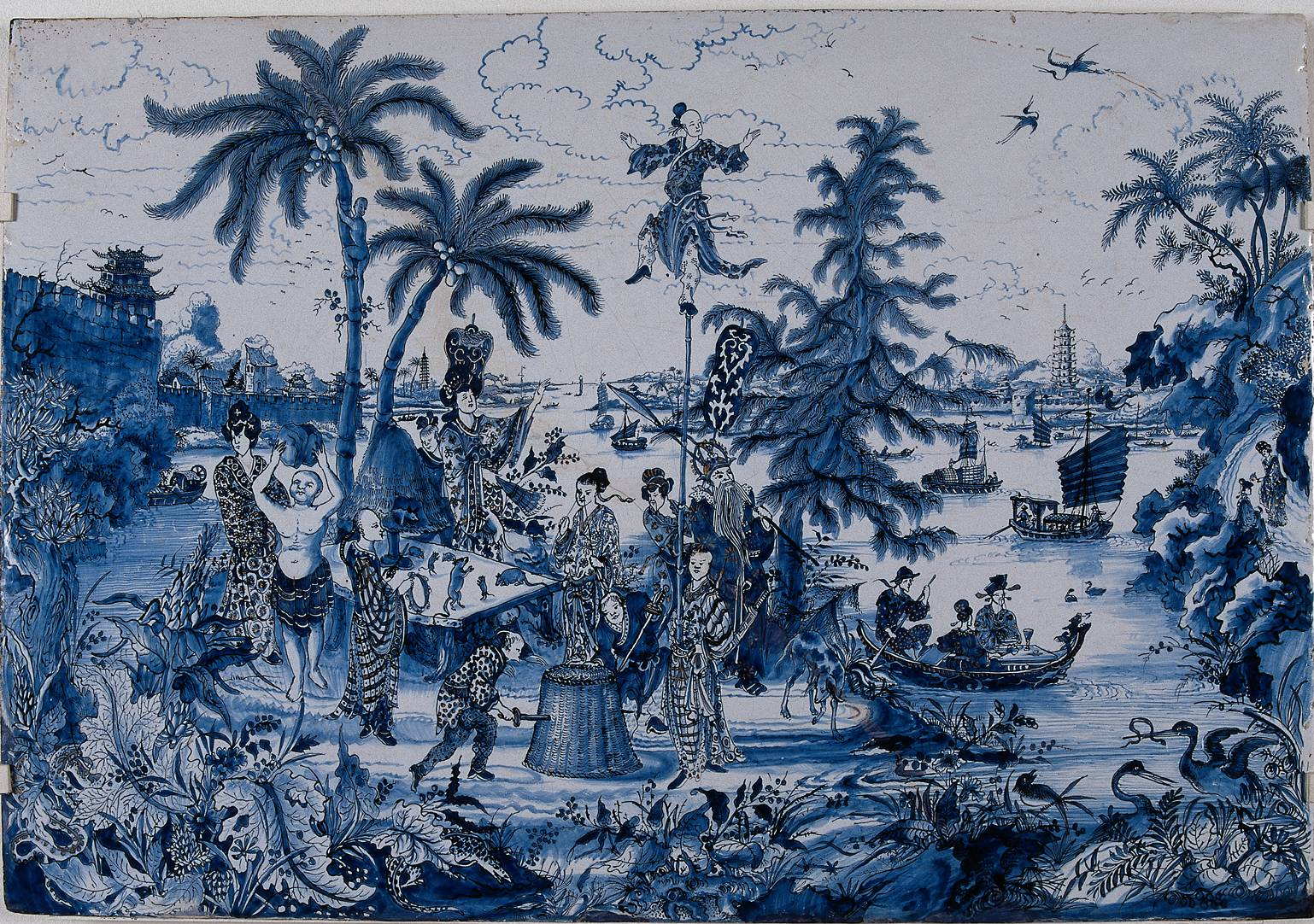
Fascinatie voor Chinese cultuur. Delftse tegel in het Rijksmuseum

Door de reisboeken en reisverslagen die Europa aan het eind van de zeventiende eeuw overspoelden, begon men te twijfelen aan het blanke en christelijke superioriteitsgevoel, dat het westerse denken kenmerkte. Men kwam tot het inzicht dat andersgelovigen waardevolle culturen hadden, ondanks een moraal die niet christelijk is.
In 1687 publiceerde Philippe Couplet, de leider van een groep jezuïeten, de eerste bekende vertaling van een Chinees literair werk, onder de titel Confucius Sinarum Philosophus. De Chinese tekst handelde over het leven en het denken van de filosoof Confucius en bevatte onder andere een Latijnse vertaling van de Yijing. Gottfried Wilhelm Leibniz kon na het lezen ervan vaststellen dat het binair systeem dat hij uitgevonden had, reeds lang in China bestond.

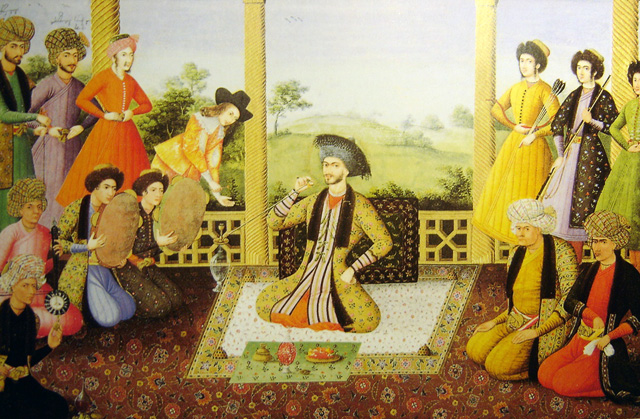
Suleiman I

Tussen 1704 en 1708 verscheen in Frankrijk een vertaling van Duizend-en-één-nacht. Het boek werd immens populair, waardoor ook de Europese kijk op de Arabische wereld veranderde. In zijn fictieve reisverslag Perzische brieven (Lettres persanes), dat in 1721 anoniem in Amsterdam verscheen, experimenteerde Montesquieu met cultuurrelativistische ideeën. Twee kritische Perzen hielden zich zeven jaar lang in Frankrijk op en staken de draak met de Franse hofcultuur. Ze beschreven de financiële chaos, veroorzaakt door John Law. Het boek had een enorm succes. Voltaire schreef vervolgens zijn Lettres anglaises, een lofrede op de Engelse cultuur, dat in 1734 publiekelijk werd verbrand op de binnenplaats van het Parijse paleis van justitie. De markies d'Argens publiceerde in 1738 in Den Haag zijn Lettres juives, een briefroman waarin verschillende Europese regeringsvormen met elkaar werden vergeleken.

## Uitwerking

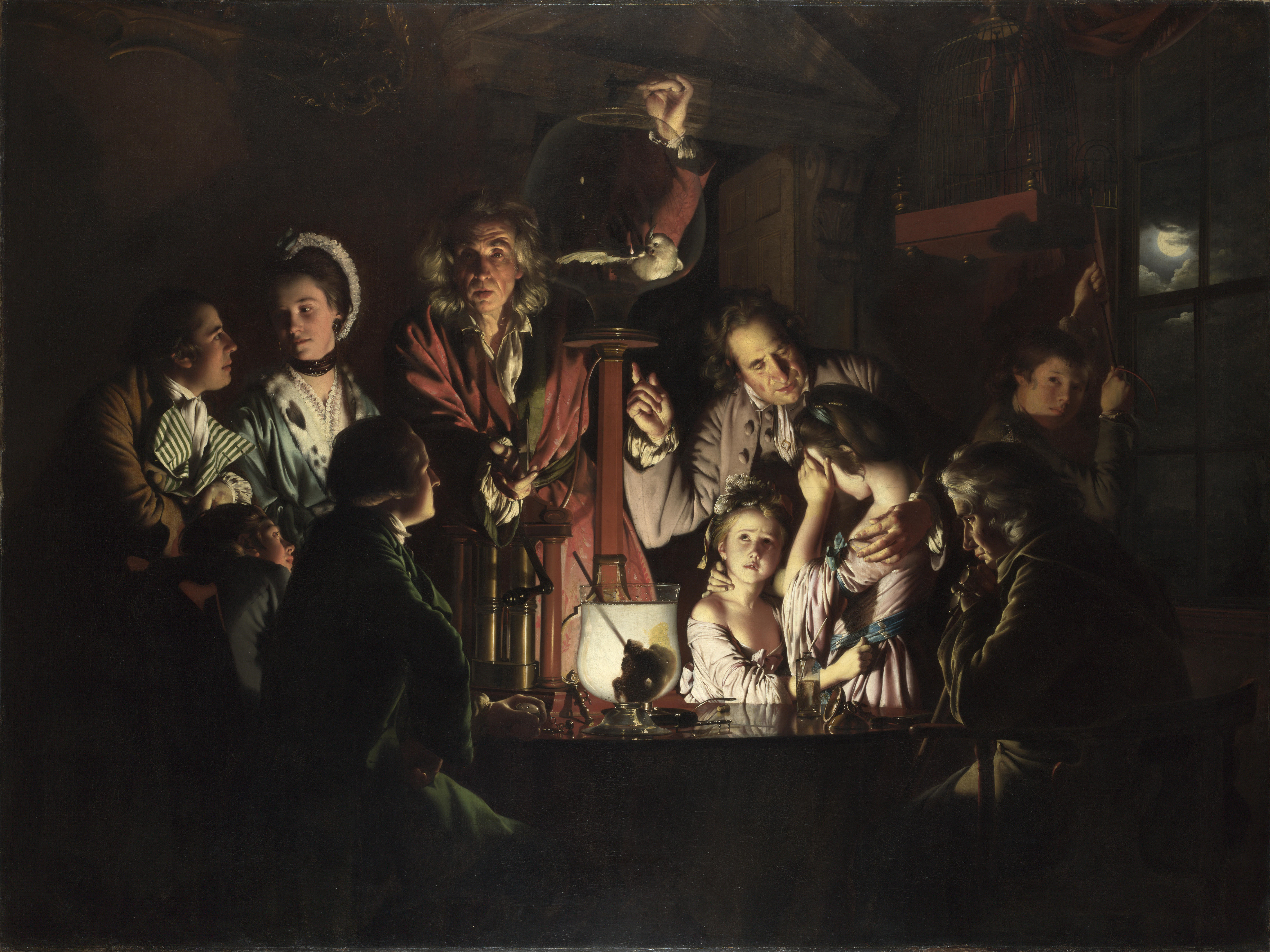
Een experiment met een vogel in een luchtpomp door Joseph Wright of Derby

Rond 1700 was de helft van alle boeken die werden gepubliceerd nog gewijd aan de theologie, die echter steeds meer terrein verloor aan reisboeken. Wetenschappers doorbraken met hun empirische kennis, opgedaan door middel van vrij onderzoek, experimenten en waarnemingen, de eeuwenoude hegemonie van de theologie, en vervingen de traditionele kennis en gewoonten. Het idee dat in de natuur wetmatigheden staken die niet met de Bijbel konden worden verklaard, veroorzaakte een wetenschappelijke revolutie.
Isaac Newton toonde aan dat in het heelal te ontdekken wetmatigheden golden. Voor de verlichtingsfilosofen golden die wetten op alle vlakken: van de natuurwetenschappen tot de sociale wetenschappen. Meer wetenschappelijke kennis betekende meer macht, en mogelijkheden om de maatschappij te veranderen. Vooruitgang door wetenschappelijk inzicht in natuur en technologie is tijdens de Verlichting een breed gedragen wens. De boekenproductie explodeerde na 1750. Er kwamen boeken op de markt waarin de verworvenheden werden uitgelegd in een voor iedereen begrijpelijke taal, in het bijzonder voor vrouwen. Het Latijn verloor zijn hegemonie als wetenschappelijke lingua franca, het gebruik van de landstaal nam toe onder de wetenschappers.

### De wetenschap en de Encyclopédie

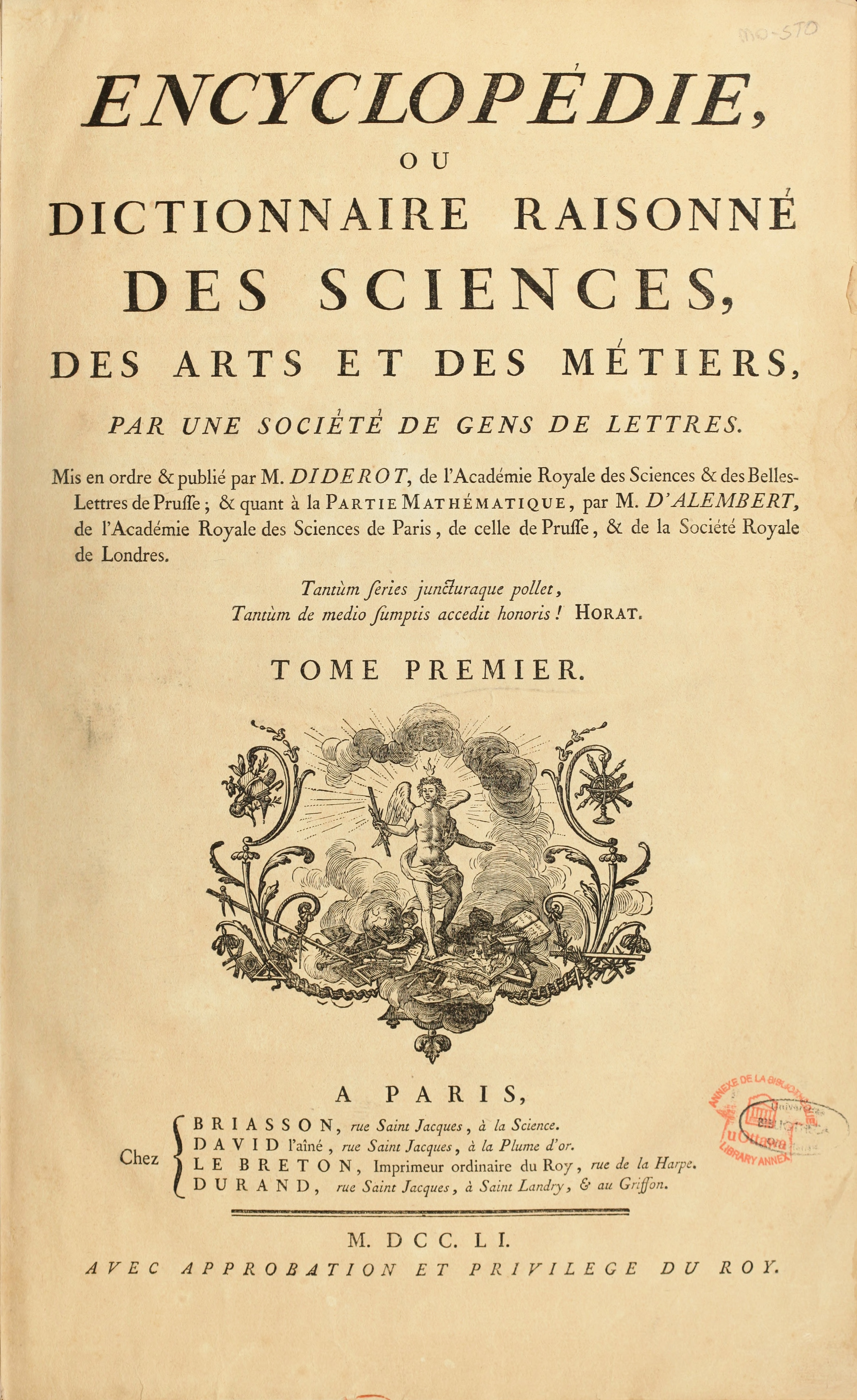
Titelpagina van het eerste deel van de Encyclopédie

Kenmerkend voor de Verlichting is de poging om te komen tot een kritisch en samenvattend overzicht van de stand van het weten, via de uitgave van elkaar opvolgende artikelen, onder de gezamenlijke noemer van de beroemde Encyclopédie. Deze encyclopedie kwam tot stand tussen 1750 en 1776 onder leiding van de Franse encyclopedisten Denis Diderot en Jean Le Rond d'Alembert. Voltaire, Rousseau, Charles Montesquieu, Turgot en Cornelis de Pauw leverden artikelen.
De Encyclopédie ondervond tegenstand, en het privilege van publicatie, door de koning verleend aan de Encyclopédie, werd in 1759 herroepen. De Encyclopédie bedreigde het sociale systeem van de drie standen - adel, geestelijkheid, burgers, en daarmee de staat. Ze bestreed en beledigde de religie, en droeg een politieke visie uit die het begrip "burger" gelijkstelde met "bezitter", en slechts twee standen erkende: rijk en arm. Later, tijdens de Franse Revolutie, zouden deze twee standen vertaald worden in "actieve" burgers en "passieve", deze laatste, waaronder alle vrouwen, zonder stemrecht. Een aantal encyclopedisten, in het bijzonder d'Holbach, droeg atheïstische ideeën uit, en toonde hoe niet een godheid maar mechanische wetmatigheden en natuurwetten de wereld sturen. Dit alles tot consternatie van menig intekenaar op de fraaie verzameling kennis, die ongevraagd werd geconfronteerd  met polemische lemma's, en met vertragingen in de publicatie van nieuwe artikelen, veroorzaakt door de censuur die de Franse staat op de Encyclopédie uitoefende.

### Ideeën, ethiek en moraal

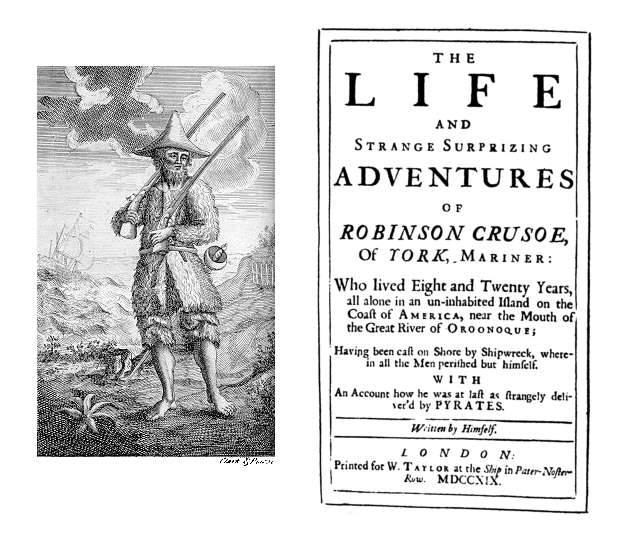
Eerste druk van Robinson Crusoe

Vóór de Verlichting was men ervan uitgegaan dat de mens tot het kwade neigt en afhankelijk is van God en de kroon. De verlichte denkers zien de mens daarentegen als van nature goed, autonoom en onafhankelijk. Nuttigheid, de waardigheid van de mens en zijn streven naar geluk in dit aardse leven (en niet in het hiernamaals) vormden het uitgangspunt in de verlichte ethiek. De denkers streven naar een rationele en universele moraal, geldig voor het handelen van alle mensen op aarde en onafhankelijk van een godsdienst. Bovendien hechten ze waarde aan populariserende en andere pedagogische activiteiten, opdat iedereen de vruchten van de verlichting zou kunnen plukken. Onderwijs kon de nieuwe kennis verspreiden, waardoor er sprake zou zijn van morele vooruitgang.

### Recht, staat en politiek

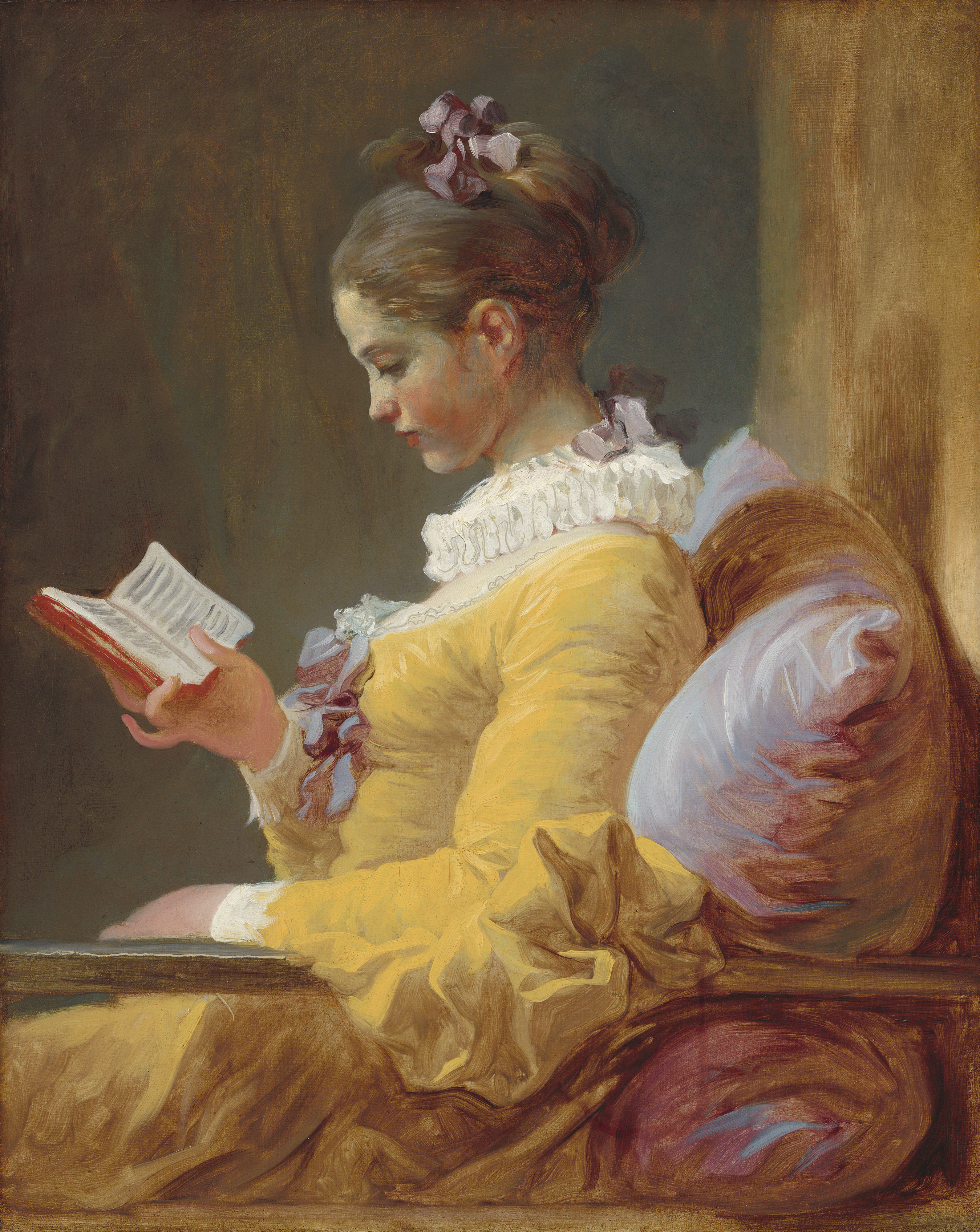
La liseuse door Jean-Honoré Fragonard

In het recht en de staatsorganisatie werden onredelijke tradities bestreden en hervormingspogingen ondernomen. Verlichtingsdenkers keerden zich tegen macht die alleen op het goddelijke of de traditie berust: de aristocratie, de monarchie en de kerk. De afwijzing van goddelijk gezag introduceert de scheiding tussen kerk en staat.
In 1748 publiceerde Montesquieu zijn De L'Esprit des Lois, waarin hij concludeert dat de scheiding der machten de vrijheid en gelijkheid van de burger garandeert. De trias politica bestaat uit drie elkaar controlerende machten: de wetgevende macht, de uitvoerende macht en de rechtsprekende macht. Het idee was niet nieuw: John Locke formuleerde de scheiding der machten al eerder. Deze nieuwe ideeën over recht, staat en politiek waren een inspiratiebron voor revoluties zoals de Corsicaanse onafhankelijkheidsoorlog (1755), Amerikaanse onafhankelijkheid (1776), de Franse Revolutie (1789) en de Belgische Revolutie (1790 en 1830), enzovoorts. De respectievelijke grondwetten zijn grotendeels op deze theorie gebaseerd.
In plaats van het goddelijke gezag kwam de theorie van het maatschappelijke verdrag - het contrat social van Jean-Jacques Rousseau. De meeste verlichtingsdenkers bepleitten de vervanging van de standenstaat door de democratie.
Omdat iedereen verantwoordelijk is voor zijn leven en omdat men zich verzet tegen overgeërfd en van God gegeven gezag, verliest de monarchie haar legitimiteit. De kritiek op de monarchie leidde doorgaans niet tot afschaffing maar tot aanpassingen van de leiderschapsstijl van de vorsten. Deze stijl, die men verlicht despotisme noemt, werd met name door Frederik de Grote, Catharina de Grote, keizer Jozef II en Adolf Frederik van Zweden gepropageerd.

### Geschiedschrijving, literatuur, architectuur

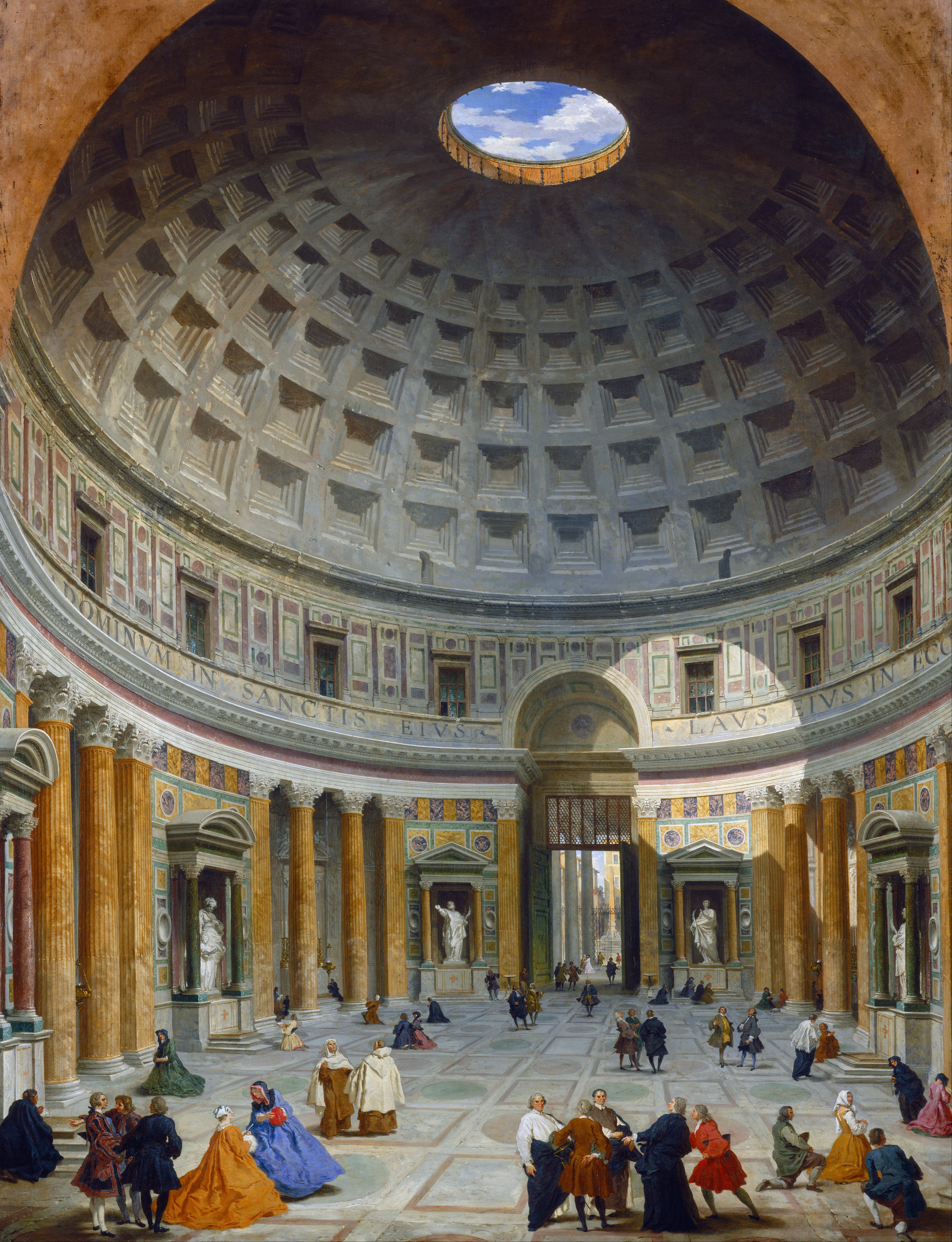
Het interieur van het Pantheon (Rome) door Giovanni Paolo Pannini

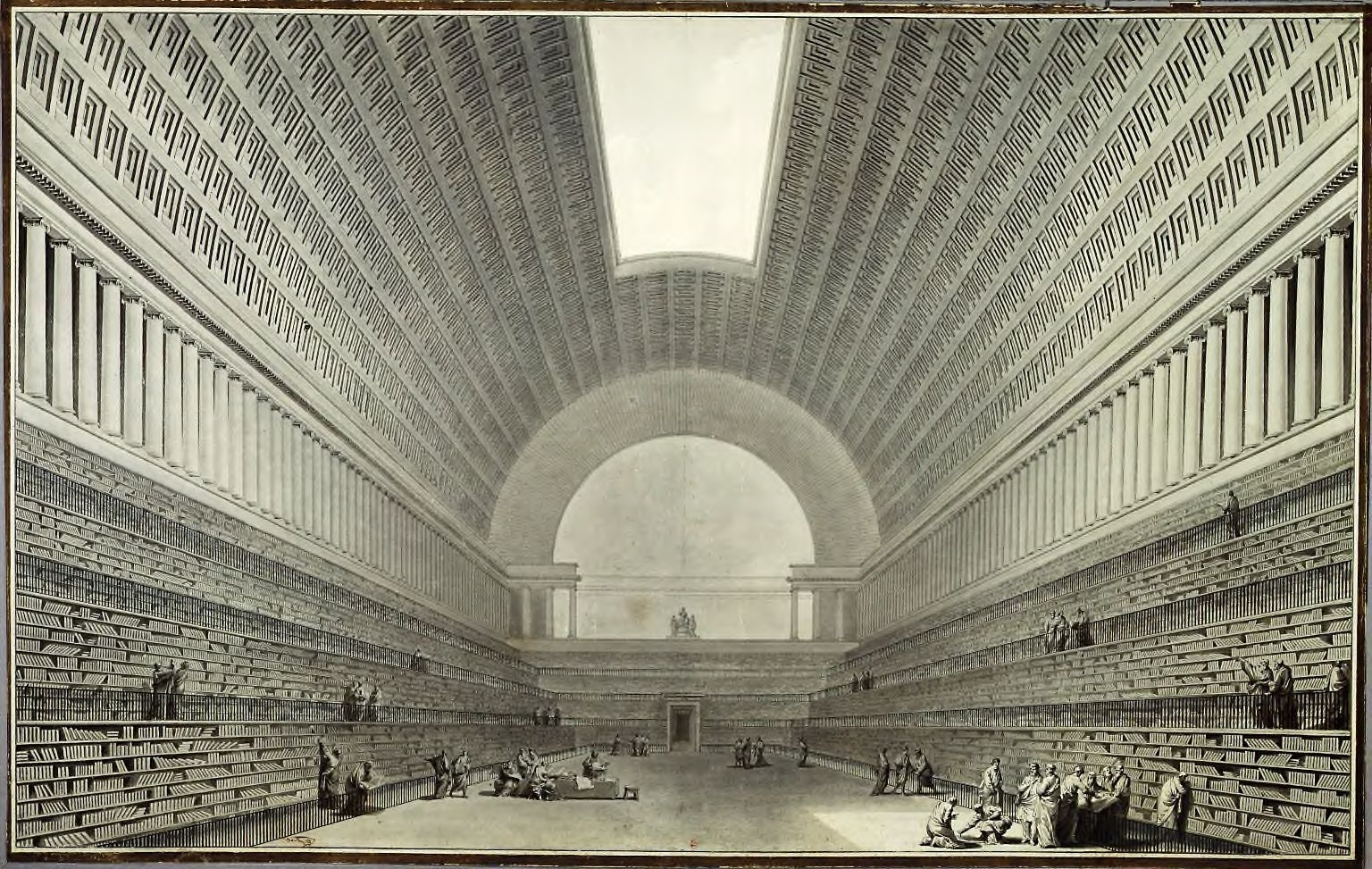
Megalomaan ontwerp voor een bibliotheek door Étienne-Louis Boullée (1785)

Montesquieu en Voltaire vernieuwden de geschiedschrijving.
Vóór de Verlichting golden de klassieken, zoals Tacitus, als betrouwbare bronnen voor geschiedschrijving. Volgelingen van René Descartes wezen erop dat deze bronnen vaak strijdig waren met archeologische vondsten, de Bijbel en Egyptische bronnen. De literatuur concentreerde zich op de actualiteit en het menselijke. De satire (zowel poëzie als proza) ontwikkelde zich onder invloed van Alexander Pope en Jonathan Swifts Gulliver's Travels tot een belangrijk genre. In de architectuur uitten de idealen van de verlichting zich in burgerlijke gebouwen, ordelijk, sober streng en neoclassicistisch; stucwerk met wetenschappelijke instrumenten.

### Schilderkunst en muziek
In de schilderkunst leidde de verlichting tot de opkomst van het neoclassicisme, dat een reactie was op de, in katholiek Europa, dominante barok en rococo. Deze twee stromingen hadden symbool gestaan voor kerk en koningshuis. Het neoclassicisme bracht daar een 'rationeel' alternatief op, er werd teruggegrepen op de voorchristelijke, klassieke oudheid.

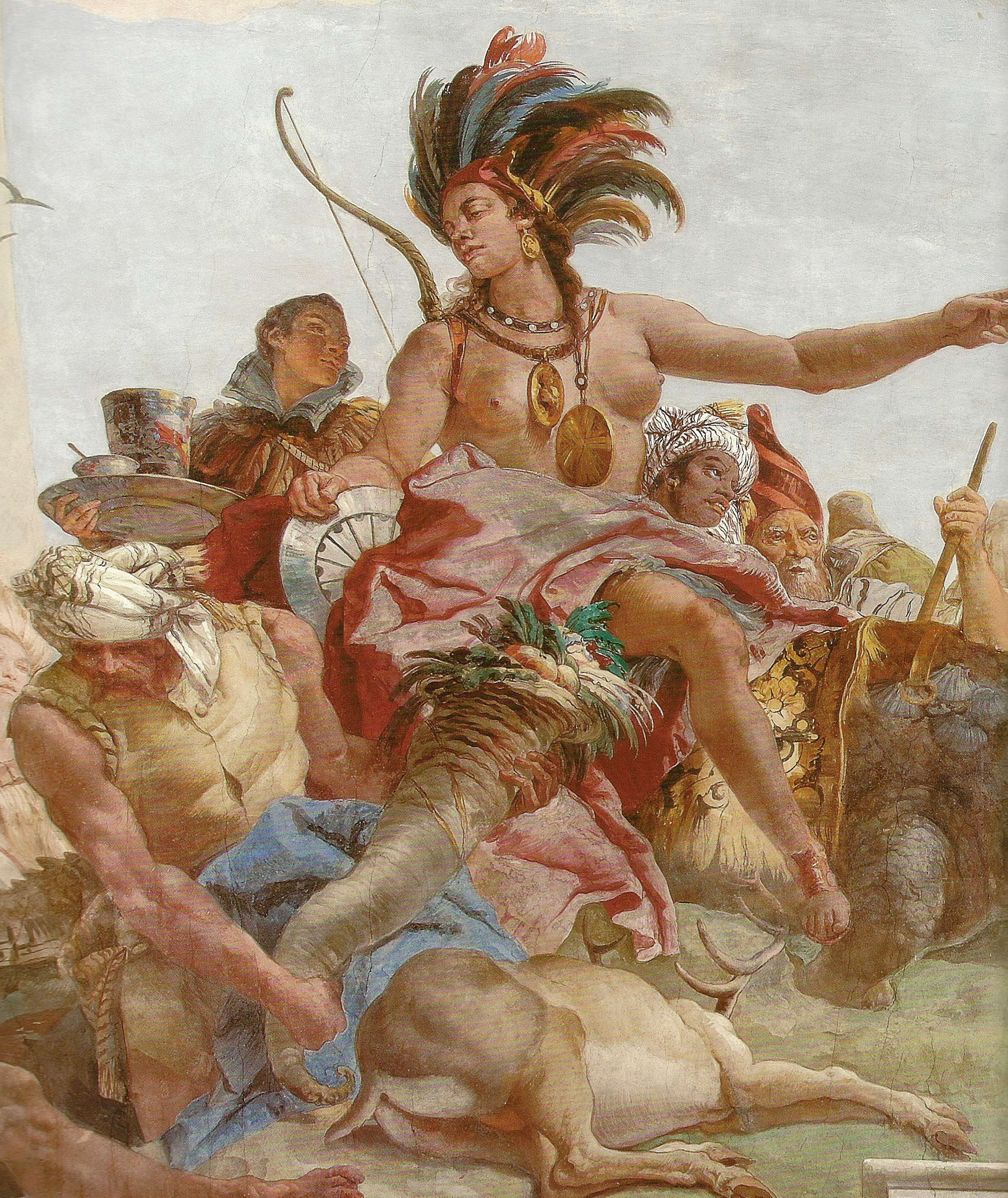
Fresco in het trappenhuis van de residentie in Würzburg door Tiepolo

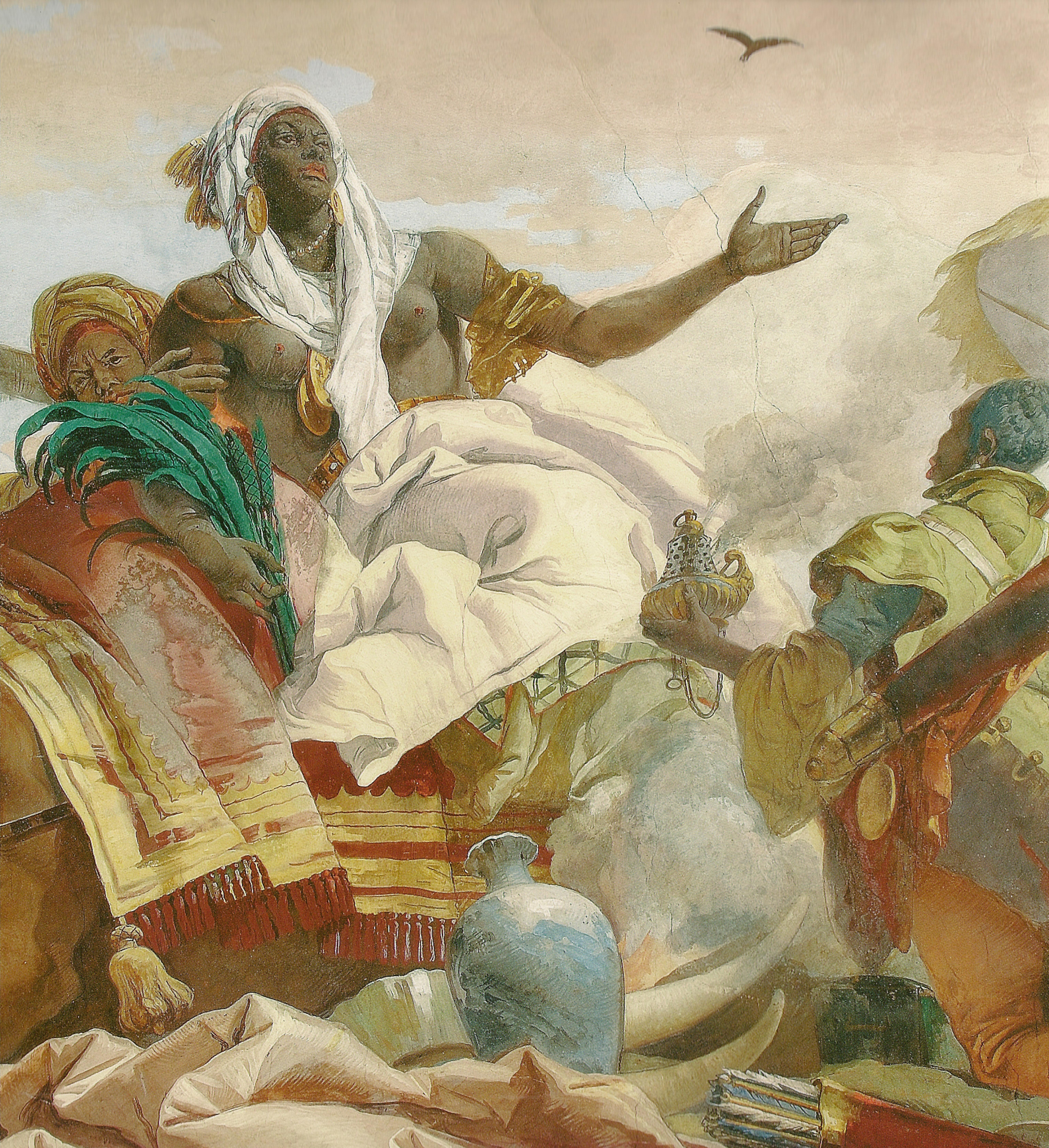
Fresco in het trappenhuis van de residentie van Würzburg door Tiepolo

Veel componisten uit het tijdperk van de verlichting baseerden hun muziek op oosterse verhalen, of op verhalen uit de Nieuwe Wereld:
- Georg Friedrich Händel
- Montezuma (Graun)
- Wolfgang Amadeus Mozart componeerde een Turkse mars en  Die Entführung aus dem Serail.

Johann Sebastian Bach en Händel lieten zich inspireren door het piëtisme, maar met toepassing van wiskundige principes, zoals het contrapunt.
Diverse componisten bootsten natuur- en vogelgeluiden na in hun muziek:
- Antonio Vivaldi
- Georg Philipp Telemann
- Jean-Philippe Rameau
- Joseph Haydn

Onder invloed van de verlichting maakte de muzikale barokstijl plaats voor de Weense klassieke muziekstijl. Tommaso Traetta, Niccolò Piccinni en Christoph Willibald von Gluck baseerden zich na 1760 bij het componeren van hun opera's op de Griekse tragedie; terug naar de bron van het klassieke theater.

### Religie en theologie
Religiekritiek is een pijler van de verlichting. Het proces van secularisering verdringt de religie uit de ethiek en de moraal, de politiek en de wetenschap. De 'wetenschap' neemt gaandeweg de plaats in van "God" als essentie der dingen. Spinoza schreef in zijn Theologisch-politiek Traktaat uit 1670 dat jodendom en christendom historische fenomenen waren en niet berustten op iets absoluuts. Hij beschouwde de mens als een extern aangestuurde machine, terwijl de mens zelf zich vrij waant. John Lockes werk Brieven over de Verdraagzaamheid uit 1689 beïnvloedde het verlichtingsidee van de gedachte- en geloofsvrijheid. Toland - een radicale Iers-Britse denker - beweerde in 1696 met zijn Christianity Not Mysterious dat de Bijbel een gedeeltelijke vervalsing was en dat de kerk het volk misleidde. Pierre Bayle doorprikte het bijgeloof in kometen die onheil voorspelden. Balthasar Bekker, Johannes Wier en anderen deden hetzelfde met de heksenwanen en de daaruit voortvloeiende vervolging van onschuldige personen. Thomas Paine publiceerde in 1794-1807 het boek The Age of Reason, waarvan de titel ("tijdperk van de rede") tevens een benaming zou worden voor deze periode.
Typisch voor verlichte denkers was dat ze godsdienst zagen als een private kwestie en meenden dat het ongeoorloofd was daarin dwang uit te oefenen. Dergelijke ideeën over religieuze tolerantie waren overigens gelinkt aan seksuele tolerantie. Hoewel er op dit punt lang geen eensgezindheid was, tekende er zich een trend af om meer te vertrouwen op de moraliteit en de deugd van de individuele mens, die als aangeboren werd beschouwd, en trouw minder als een zaak van staatsbelang op te vatten.
Hoewel de verlichtingsdenkers kritiek uitoefenden op religie, bleven de meesten geloven als deïst met God als de oorzaak en schepper die niet meer ingrijpt. Newton en zijn collega's verklaarden het universum steeds nauwgezetter en mysteries die voorheen aan God werden toegeschreven, verklaarden ze mechanistisch, vanuit de mechanica. In dezelfde trant zag Voltaire, als deïst, God als een horlogemaker, die zich na het fabriceren van een kunstig uurwerk (de schepping) had teruggetrokken. De vroege, radicale verlichting, met Spinoza en Diderot als vertegenwoordigers, werd door tegenstanders beschreven als een a- of zelfs antireligieuze, atheïstische stroming. Nauwkeuriger is ze te bestempelen als pantheïstisch of deïstisch. In de latere, gematigde verlichting moderniseerde de religie zich en verloor daarmee haar centrale plaats in de verlichtingskritiek. Religie werd toen niet meer gezien als een obstakel voor de vooruitgang.

### Verspreiding
De manier waarop de verlichting vorm kreeg verschilde per land, er bestonden verschillende ontwikkelingen naast elkaar. "Elkaar bestrijdende filosofische stelsels tuimelden over elkaar heen". Maar overal was de verlichting een poging om de heersende religieuze en politieke problemen te lijf te gaan.
In Frankrijk was de verlichting in de eerste plaats een reactie op het absolutisme van Lodewijk XIV. De strenge censuur leidde ertoe dat velen het land uit vluchtten of in de gevangenis belandden. In Amsterdam, Den Haag en Leiden, waar de hugenoten eerder al hun toevlucht hadden gezocht, bevonden zich Franse drukkerijen, die hun drukwerk naar Frankrijk lieten smokkelen. Van de bijna dertig wetenschappelijke tijdschriften in Europa werden er achttien in Nederland gedrukt. 

Zowel Engeland als Frankrijk waren zeer rijk aan genootschappen, maar telden meer algemene dan literaire genootschappen, terwijl in Nederland het omgekeerde het geval was. De oprichting van de Royal Society of London for the Improvement of Natural Knowledge (1662) en de Académie des Sciences getuigen van de interesse voor nieuw onderzoek om de verouderde standpunten te vervangen.
In Duitsland ontstond, vanuit de lutheraanse Hervorming, de op de individuele vroomheid en geloofsbeleving gerichte beweging van het piëtisme. Verlichting en piëtisme beïnvloedden elkaar. Mogelijk zijn gevoel en verstand geen tegenstellingen, maar vullen ze elkaar aan. In Spanje drong de verlichting nauwelijks door; in Rusland bleef zij beperkt tot een deel van de aristocratie, ondanks de inspanningen van de met Voltaire en Diderot bevriende tsarina Catharina de Grote. De beweging verspreidde zich naar de Europese kolonies en inspireerde de voor onafhankelijkheid strijdende Amerikanen Thomas Paine, Benjamin Franklin en Thomas Jefferson.
De aardbeving in Lissabon in 1755 veroorzaakte grote consternatie onder filosofen en theologen en bracht pennen in beweging. Voltaire en Rousseau kregen het met elkaar aan de stok. Op de financiële markten had de aardbeving tot gevolg dat er een tekort ontstond aan kasgeld en het gebruik van wisselbrieven beter gereguleerd zou worden.
De verlichtingsidealen stonden haaks op de slavernij en droegen bij tot de uiteindelijke afschaffing ervan. Ze beïnvloedden de Franse Revolutie in 1789 indirect, omdat de aanhangers eerder optimisten waren die geloofden in geleidelijke hervorming, niet in revolutie.

## Belangrijke vertegenwoordigers van de Verlichting

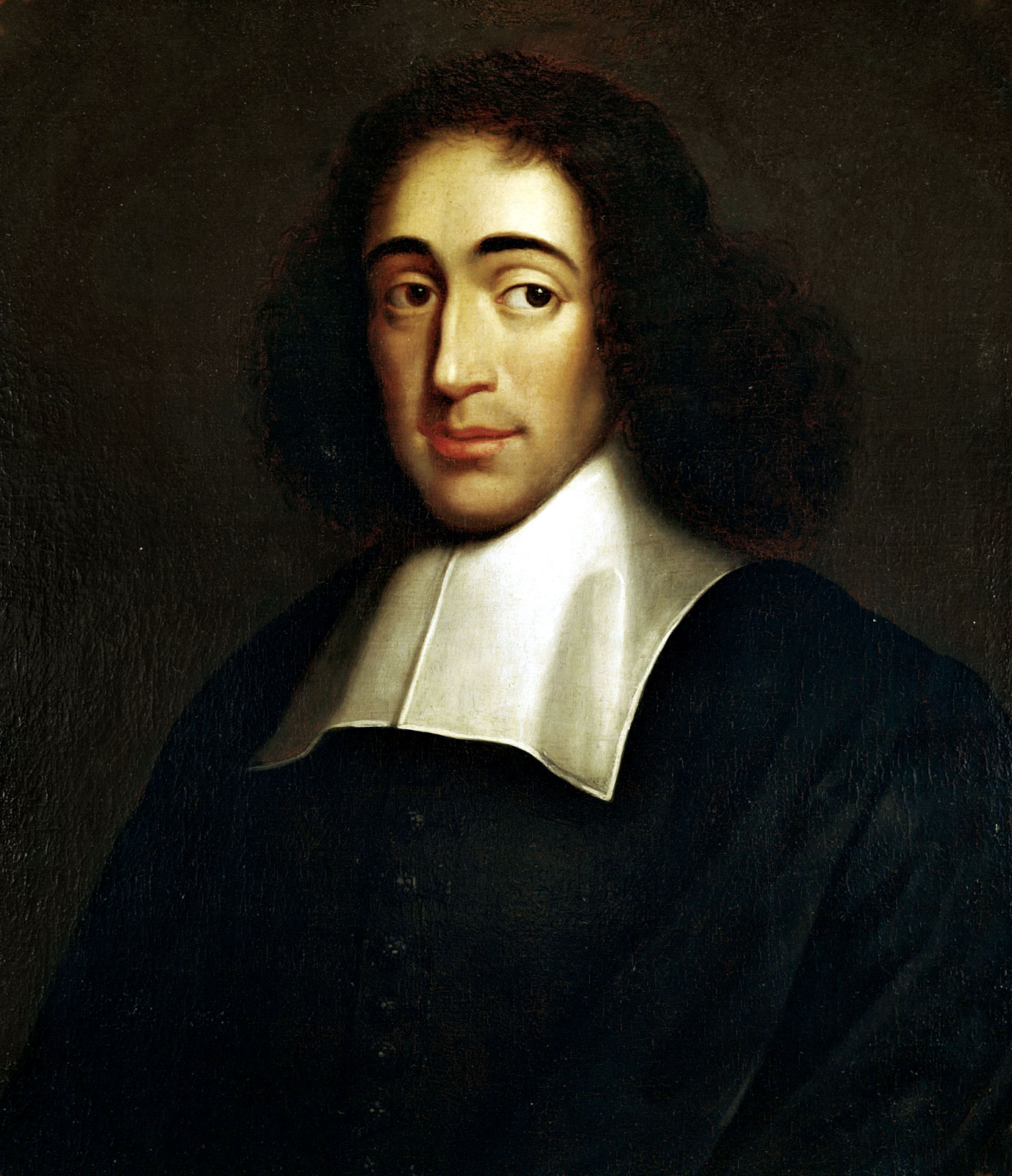
Baruch Spinoza

### Nederland
- Franciscus van den Enden was een van de eersten die een democratische staatsvorm verdedigde. Hij was de leermeester van Spinoza;
- Baruch Spinoza was een filosoof die voor wonderen geen andere verklaringen accepteerde dan die gebaseerd op de rede. Hij was geen atheïst, maar de grondlegger van het deïsme. Volgens Spinoza was God niet de schepper van de wereld, maar de wereld een onderdeel van het goddelijke.[21] Wonderen zijn niet het bewijs van goddelijke macht, maar van menselijke onwetendheid. De aanwezigheid van God wordt niet bewezen door wonderen, maar door de orde in de natuur. Als we de oorzaken van ons handelen niet kennen, spreken we over de vrije wil, maar voor Spinoza was dit ook een gevolg van onwetendheid. Volgens Spinoza is onwetendheid het voornaamste obstakel bij het nastreven van een deugdzaam leven, niet egoïsme.[22] Goed en kwaad moeten volgens hem beschouwd worden als gelijkwaardig aan gezond en ongezond.
- Balthasar Bekker bestreed in zijn boek De betoverde weereld het geloof in demonen;
- Pierre Bayle, de sceptische filosoof uit Rotterdam, probeerde als een van de eersten geloof en wetenschap te scheiden. Bayle stelde zich op als "outsider" en nam afstand van de filosofische en theologische conflicten. Hij vroeg zich af of een samenleving van enkel atheïsten overlevingskansen had. De Chinese samenleving was voor hem het bewijs dat religie voor moraal en deugd niet nodig was.[23] Al zijn boeken waren verboden in Frankrijk; zijn Dictionnaire historique et critique was een enorm succes;
- Anthonie van Dale was een Haarlemse arts, die waarzeggerij en het geloof in orakels onderuithaalde;
- Adriaen van Beverland was een schrijver van theologische werken en hekelschriften;
- Adriaen Koerbagh verwierp de kerk en staat als onbetrouwbare attributen. Zijn broer Johannes publiceerde "goddeloze" boeken;
- Lodewijk Meyer betoogde dat de Bijbel "duister en twijfelachtig" was;
- Bernard Mandeville is het bekendst door zijn vaststelling dat de ondeugd de eigenlijke bron van het algemeen welzijn is, terwijl de deugd die juist kan schaden;
- Burchard de Volder was een hoogleraar in Leiden. Hij verzamelde allerlei instrumenten waarmee hij de werking van de natuurkunde kon demonstreren, onder meer de ontdekkingen van Robert Boyle.
- Frederik van Leenhof was een Zwolse dominee, die uit zijn ambt werd ontzet, nadat hij in 1703 spinozistische ideeën had verkondigd in een publicatie;
- Bernard Nieuwentijt was een volgeling van Descartes en een tegenstander van Spinoza. Hij schreef Het regt gebruik der werelt beschouwingen, ter overtuiginge van ongodisten en ongelovigen (1715), een boek dat vele herdrukken kende vanwege de wetenschappelijke onderbouwing;
- Herman Boerhaave was een hoogleraar in Leiden die een tijdlang drie van de vijf leerstoelen van de medische faculteit bekleedde; hij stond bekend als begenadigd docent en was een van de bekendste mannen van Europa; zijn faam was zelfs tot in China doorgedrongen;
- Justus van Effen gaf een tijdschrift uit waarin hij de strijd aanbond met de schoonmaakwoede van de Nederlandse huisvrouw, de zucht naar titels, overdreven taalpurisme, overmatig eten en drinken, chauvinisme en bekrompen provincialisme;
- Willem Jacob 's Gravesande gaf als eerste aanschouwelijk onderricht in de experimentele natuurkunde;
- Isaac de Pinto was een politiek en economisch specialist in staatsschuld, evenals David Hume. Pinto bestreed de Encyclopedisten in hun materialistische opvattingen.
- Allard Hulshoff was een doopsgezinde dominee; hing democratische, patriottische en anti-orangistische standpunten aan.
- Jan Wagenaar, historicus, schreef over de politieke, kerk- en economische geschiedenis van Nederland. Wagenaar concludeerde dat niet van elke ramp gezegd kan worden dat het een straf van God is en ook niet dat elke zegen een beloning van God is;
- Pieter Burman Junior verzamelde vanaf 1756 zijn vrienden in een gezelschap dat min of meer onbedoeld de trekken kreeg van een politieke beweging;
- Petrus Camper was een chirurg en bioloog. Hij hield zich bezig met de techniek van het amputeren van ledematen. Zijn onderzoek naar de orang-oetans, zijn publicaties over de kop van een mosasaurus, die hij voor een walvis hield en de zang van de kikker maakten hem in heel Europa beroemd;
- Belle van Zuylen was een schrijfster en componiste, die zich afzette tegen de standenmaatschappij, kerkelijke regels en vrouwendiscriminatie;
- Joan Derk van der Capellen tot den Pol (1741-1784) was een politicus die kritiek uitoefende op het politieke bestel en regentenstelsel; leider van de Patriottenbeweging;
- Eise Eisinga was een amateur-astronoom en bouwer van een planetarium.
- Antoni van Leeuwenhoek was een microbioloog. Hij maakte verschillende ontdekkingen met zijn collectie van microscopen. Hij staat ook bekend als "de vader van de Microbiologie".

### Zuidelijke Nederlanden
- Keizer Jozef II voerde het burgerlijk huwelijk in en gaf de protestanten en joden rechten.
- Zeger Bernhard van Espen, hoogleraar in Leuven, die de voorrang van het burgerlijk gezag op het kerkelijke voorstond.
- Febronius (Johann Nikolaus von Hontheim), hulpbisschop van Trier, die de wereldlijke macht van de paus aanviel en voorstellen deed om de macht van de paus over de plaatselijke kerken in te perken.
- Philippe Joseph Jean Veranneman de Watervliet, volgeling van Febronius en auteur van politiek-filosofisch werk.
- Bernardus Detert, uitgever van een verlicht spectatoriaal halfmaandelijks blad in Brugge.
- Franciscus Karel de Velbrück, prins-bisschop van Luik en beschermer van kunsten en wetenschappen.
- Josse Le Plat, een volgeling van Zeger Bernhard van Espen.
- Charles-Lambert Doutrepont, een leerling van Le Plat.
- Patrice-François de Neny, verlicht bestuurder, in de geest van keizer Jozef II.
- Karl Johann Philipp von Cobenzl, gevolmachtigd minister, was sterk beïnvloed door de publicaties van Cesare Beccaria en trachtte diens ideeën over berechtingspraktijken toe te passen.
- Goswin de Fierlant, president van de Grote Raad van Mechelen, was van oordeel dat niemand in een correctiehuis mocht worden opgesloten, tenzij hij op een rechtmatige manier was veroordeeld, en hij schonk bijzondere aandacht aan het probleem van de preventieve hechtenis.
- Jean Jacques Philippe Vilain XIIII, voorzitter van de Staten van Vlaanderen, stelde de opvoeding en verbetering van de gedetineerden centraal.

### Frankrijk

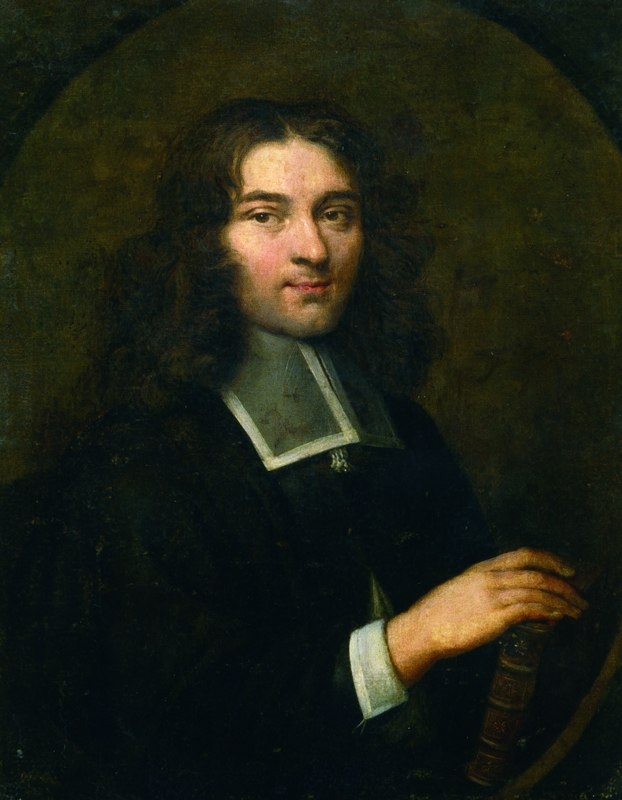
Pierre Bayle

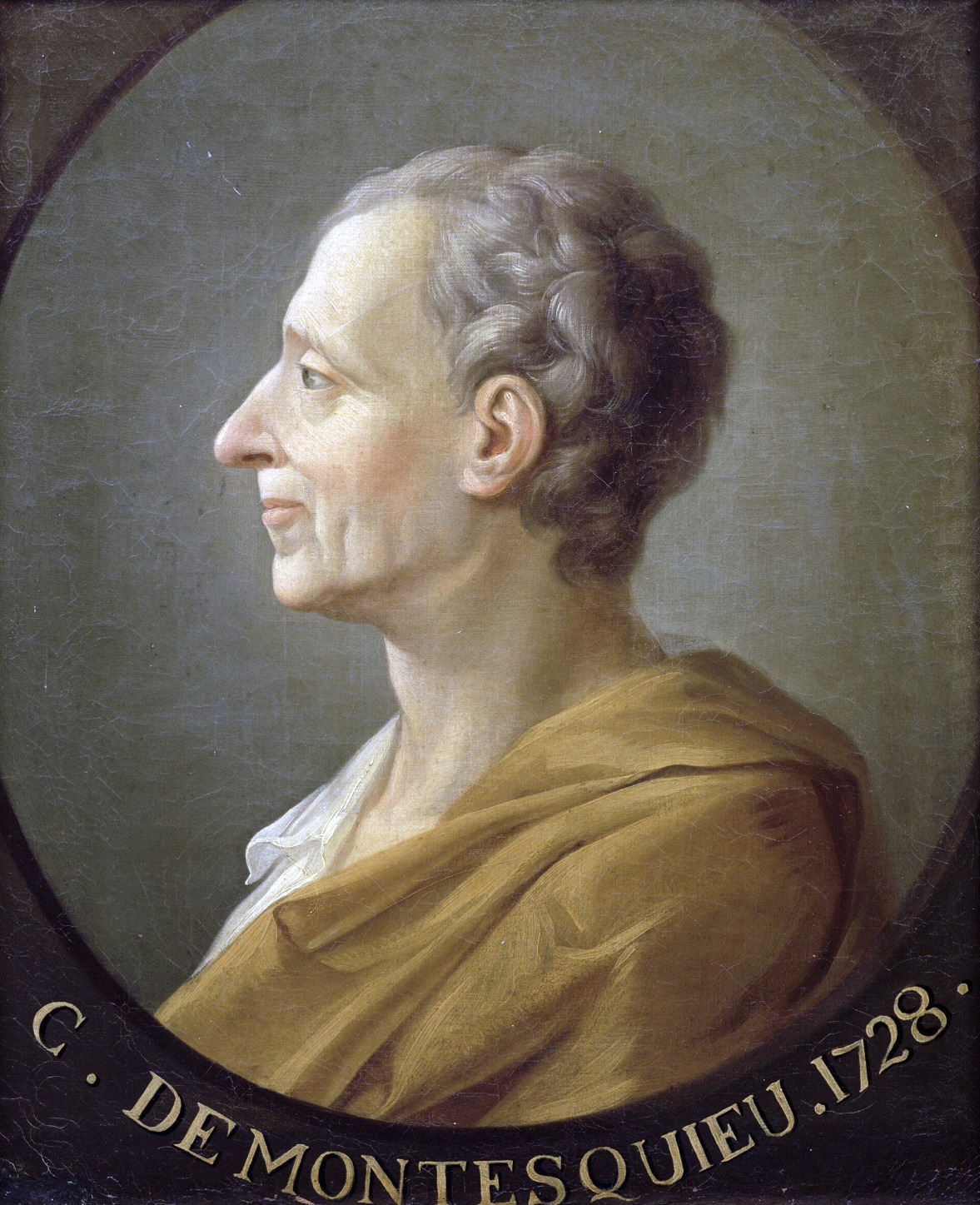
Charles de Montesquieu

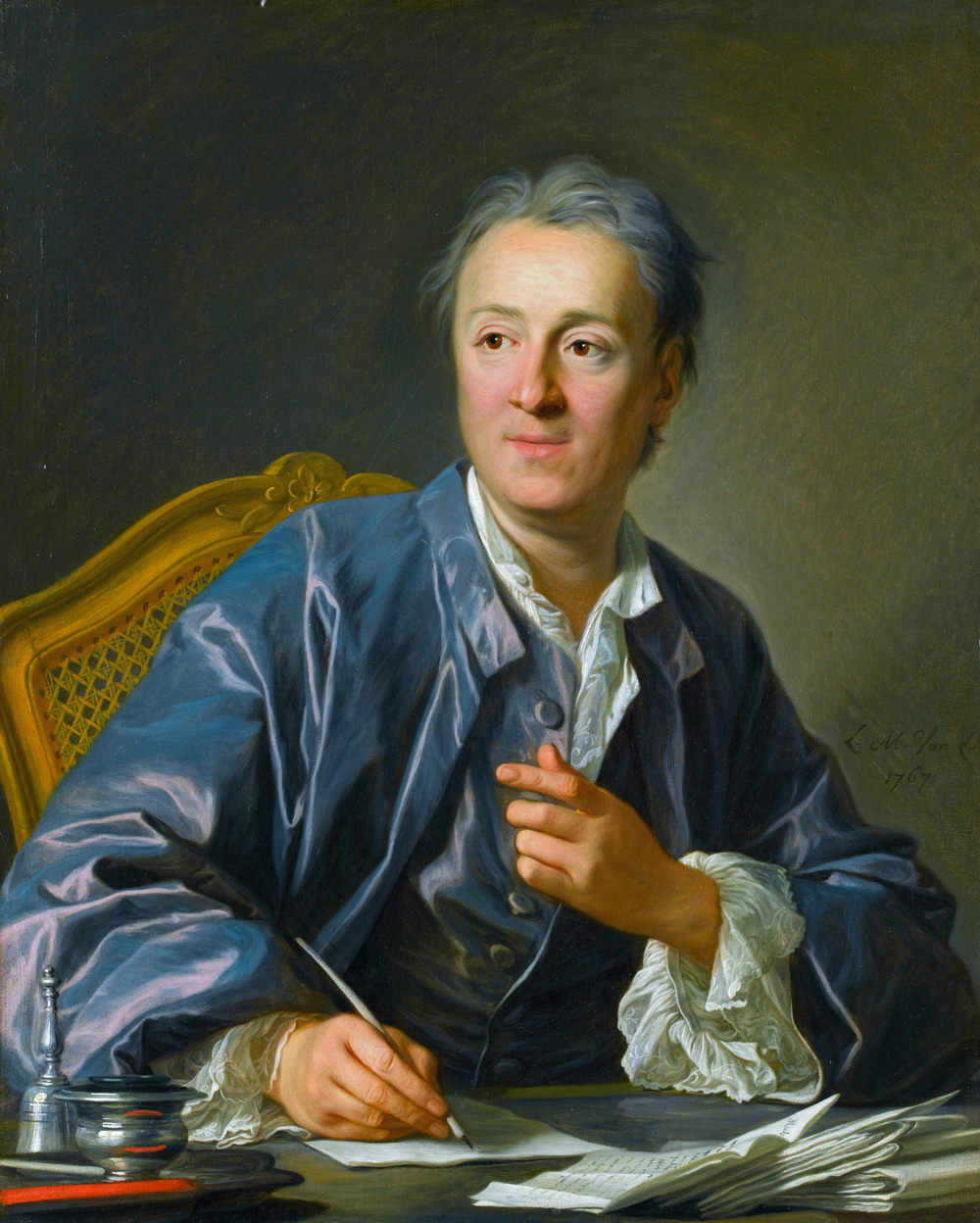
Denis Diderot

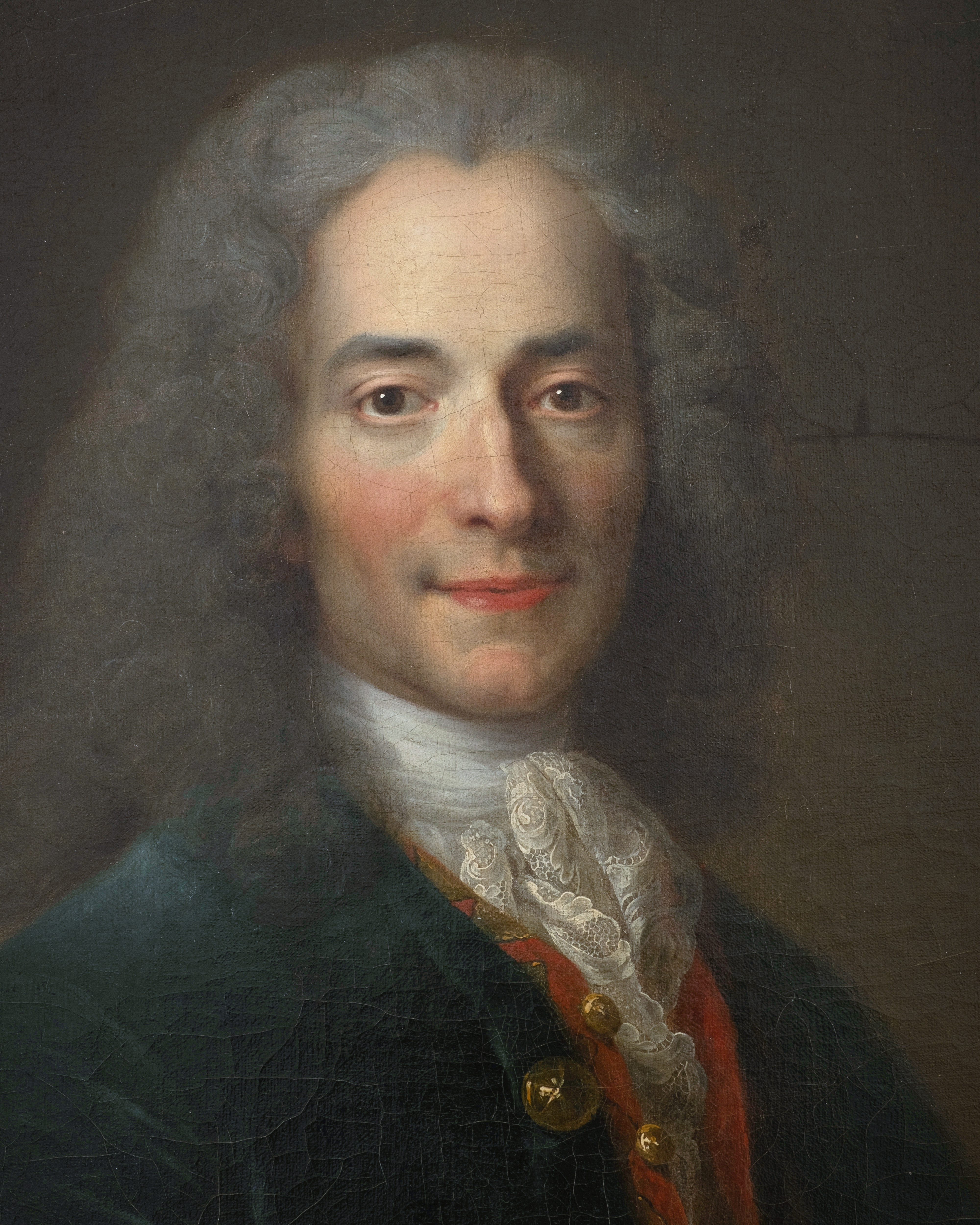
Voltaire, 1718

Jean-Jacques Rousseau in Armeense kledij door Allen Ramsey (1766) uit de periode dat hij in Engeland verbleef

Jean le Rond d'Alembert

- Isaac La Peyrère was een voorloper van de Verlichting in Frankrijk. In 1655 publiceerde hij in Amsterdam zijn ideeën over de geschiedenis, en trok de Bijbel daarbij in twijfel. De zonen van Adam kenden de landbouw en de veeteelt; er moesten dus voorgangers zijn geweest. Het Chinese rijk moest al hebben bestaan vóór de zondvloed. Het werk leverde hem een gevangenisstraf op;
- François Bernier was een Franse reiziger en lijfarts van shah Aurangzeb die in 1684 als eerste de mensheid in vier 'rassen' onderverdeelde. (Hij kon niet weten dat volkeren genetisch gezien gradueel in elkaar overlopen.)[24]
- Jean Meslier was een dorpspriester die na zijn dood een manuscript naliet waarin hij honderden interne tegenstrijdigheden en een groot aantal absurditeiten in de Bijbel aantoonde. Voltaire, Rousseau, Diderot en anderen zijn beïnvloed door dit werk.
- Nicolas Malebranche verdedigde Descartes, maar had er ook kritiek op. Hij zag in de Chinese filosofie een vorm van spinozisme;
- Antoine Arnaulds onuitputtelijke energie wordt het best uitgedrukt door zijn beroemde antwoord aan Pierre Nicole, die klaagde dat hij moe was. "Moe!" herhaalde Arnauld: "Als je de gehele eeuwigheid hebt om uit te rusten?"  Hij was een van de eersten die de filosofie van René Descartes toepasten, hoewel met bepaalde orthodoxe voorbehouden. Tussen 1683 en 1685 voerde hij een langdurige strijd met Nicolas Malebranche over de relatie van de theologie tot de metafysica. Arnauld was bovendien verwikkeld in een uitgebreide correspondentie met Gottfried Wilhelm Leibniz over hetzelfde onderwerp.
- Henri de Boulainvilliers vertaalde de Ethica, een werk van Spinoza, in het Frans.
- Pierre Bayle schonk in zijn encyclopedie veel aandacht aan Spinoza; Bayles ideeën over Kain, gebaseerd op La Peyrère, waren inmiddels geaccepteerd goed;
- Bernard le Bovier de Fontenelle schreef een boek over de wetenschappelijke revolutie, waarin bij nachtelijke wandelingen in het park uitleg wordt gegeven aan een markiezin en haar dochter over de wonderen van de sterrenkunde, op basis van Nicolaus Copernicus, Galileo Galilei, Johannes Kepler en René Descartes;
- Abbé de Saint Pierre verwierp een vrede gebaseerd op machtsevenwicht, en beargumenteerde dat vrede in Europa alleen kon worden bereikt als de Europese vorsten en leiders zich zouden verenigen in een groot congres, waarin geschillen op vreedzame wijze zouden moeten worden bijgelegd;
- Fénelon uitte onverholen kritiek op de oorlogspolitiek en het absolutisme van Lodewijk XIV;
- Charles de Montesquieu was een van de grondleggers van de sociologie. Zijn bekendste werk is De L'Esprit des Lois (De Geest der Wetten) over republiek, monarchie en despotisme,  hervorming van strafrecht van folteren naar proportionaliteitsbeginsel, geldstraffen en preventie. Hij maakte onderscheid tussen wereldlijke vergrijpen en vergrijpen tegen God. Hij beïnvloedde Rousseau;
- François Quesnay was een arts en econoom die in de Encyclopédie artikelen schreef over productie;
- François Marie Arouet (beter bekend als Voltaire) werd in 1717 opgesloten in de Bastille, vanwege zijn aanstootgevende gedichten. Samen met zijn vriendin Émilie du Châtelet propageerde hij de ideeën van Isaac Newton. Hij was een gezaghebbend Verlichter, hield zich bezig met toneel, Bijbelkritiek en geschiedenis en maakte een fortuin met zijn boeken, waaronder Candide. Hij schreef studies over Engeland en Frankrijk en een baanbrekend werk over de wereldgeschiedenis waarin de joods-christelijke traditie niet centraal stond. Hij kwam tot de conclusie dat geschiedenis een opsomming van misdaden en ellende is.[25] Volgens Voltaire in zijn Filosofisch Woordenboek was het nuttiger er een godsdienst op na te houden, zelfs als het de verkeerde is, dan helemaal geen godsdienst te hebben. Hij was in dienst bij Frederik de Grote en Madame de Pompadour.  Het debat tussen Voltaire en Élie Catherine Fréron, een tegenstander van de Verlichting, hield heel Europa bezig.
- Jean-Baptiste de Boyer legde het spinozisme uit middels een erotische roman;
- Pierre Louis de Maupertuis deed opmetingen in Lapland samen met Anders Celsius en ontdekte dat de polen afgeplat waren;
- Julien Offray de La Mettrie vond dat de mens niet wezenlijk van een machine verschilt en dat al ons denken en voelen tot eigenschappen van materie zijn te herleiden;
- Georges-Louis Leclerc kan worden beschouwd als een van de grondleggers van de biologie en de geologie;
- Jean-Jacques Rousseau was een componist en een medewerker aan de Encyclopédie. Hij leefde van zijn pen en schreef briljante verhandelingen over ongelijkheid, veroorzaakt door de toenemende welvaart, en de verhouding van de burger tot de staat. Het maatschappelijk verdrag had veel invloed op de Franse Grondwet van 1793. Emile, of Over de opvoeding is zijn invloedrijkste boek. Het werk is kort na verschijnen in beslag genomen. De controverse draaide om de geloofsbelijdenis van een kapelaan uit Savoie. Rousseau verwerpt centrale dogma's uit de rooms-katholieke en protestantse kerken en bepleit een alternatieve natuurgodsdienst. 
 Rousseau wordt meestal tot het tijdperk van de Verlichting gerekend, maar is daarbinnen een afwijkend figuur .[26]  Rousseau gaf met zijn "Julie" de aanzet tot de Romantiek. De vijfde brief uit de Overpeinzingen van een eenzame wandelaar over zijn verblijf in 1765 aan het Bielermeer is een hoogtepunt in het Franse proza.[27] Rousseau schreef een autobiografie waarin hij als niemand tevoren zijn zielenroerselen blootlegde.
- Denis Diderot was een radicale verlichter, samen met d'Holbach en Grimm. Hij was de aanzetgever tot de Encyclopédie samen met d'Alembert. Hij kreeg ruzie met zijn oude vriend Rousseau, die onvermurwbaar bleek. Al in 1765 kocht Catharina de Grote zijn bibliotheek, maar de boeken werden pas na zijn dood verscheept. Veel van zijn werk is eerst toen gepubliceerd;
- Jean Le Rond d'Alembert was een wiskundige en filosoof;
- Claude Adrien Helvétius was een uitgesproken atheïst; Frederik de Grote nam hem in dienst om de belastingen te hervormen.
- Baron d'Holbach schreef voor de Encyclopédie de artikelen over de metallurgie, geologie, geneeskunde, mineralogie en de chemie. Hij hield twee keer per week open huis, waar geleerden en schrijvers elkaar ontmoetten. In zijn Essai sur les préjugés stelt hij dat het feit dat volkeren zich laten uitbuiten, beroven en bereid zijn te vechten in zinloze oorlogen, te verklaren is uit bijgeloof en onnozele gelovigheid. Hierdoor wordt hun denken beneveld met ‘dwalingen’, waarbij de grootste onderdrukker verandert in een ‘godheid’.[28]
- Anne Robert Jacques Turgot schreef verschillende artikelen voor de Encyclopédie, en een pamflet waarin hij de religieuze tolerantie verdedigde. Als minister van Financiën deed hij belangrijke voorstellen tot hervormingen, die werden weggestemd en aldus aanleiding vormden voor de Franse Revolutie;
- Antoine Lavoisier was de vader van de moderne scheikunde;
- Jacques Charles was een natuurkundige die als eerste mens de zon twee keer zag ondergaan, maar maakte nooit weer een vlucht in een luchtballon.
- Jacques-Henri Bernardin de Saint-Pierre was een Franse ingenieur, wereldreiziger, schrijver, botanicus, vegetariër en professor in de moraalfilosofie. Bernardin was de belangrijkste pleitbezorger van Rousseaus ideeën; met zijn "Paul et Virginie", waarin standsverschil, ongehuwd moederschap, voorzienigheid en slavernij werden behandeld, beïnvloedde hij de romantische schrijvers van de negentiende eeuw;
- Marquis de Condorcet was de meest optimistische Verlichtingsfilosoof. Hij pleitte voor een liberale economie, vrij en gelijk publiek onderwijs, grondwettelijk recht, en gelijke rechten voor vrouwen en mensen van alle rassen. Zijn ideeën en geschriften hebben de Franse en de wereldpolitiek beïnvloed en blijven invloedrijk tot aan de dag van vandaag;
- Emmanuel Joseph Sieyès was een Franse abbé, politicus, grondwetspecialist en revolutionair;
- Abbé Raynal schreef samen met Diderot een van de meest gelezen boeken uit de late Verlichting over de handel met Oost- en West-Indië. Het boek werd in 1770 gepubliceerd in Amsterdam. Tien jaar later werd het boek verboden en moest de schrijver zijn land ontvluchten;
- Ook de Marquis de Sade heeft de ideeën van de Verlichting gepropageerd in zijn pornografische werk;
- Joseph-Alexandre-Victor Hupay de Fuveau was een schrijver en filosoof, die leefde in een commune, waar de idealen van de Verlichting in praktijk werden gebracht;
- Étienne Bonnot de Condillac was een filosoof, opvoeder en psycholoog, die zich bezighield met de kennistheorie.

### Engeland

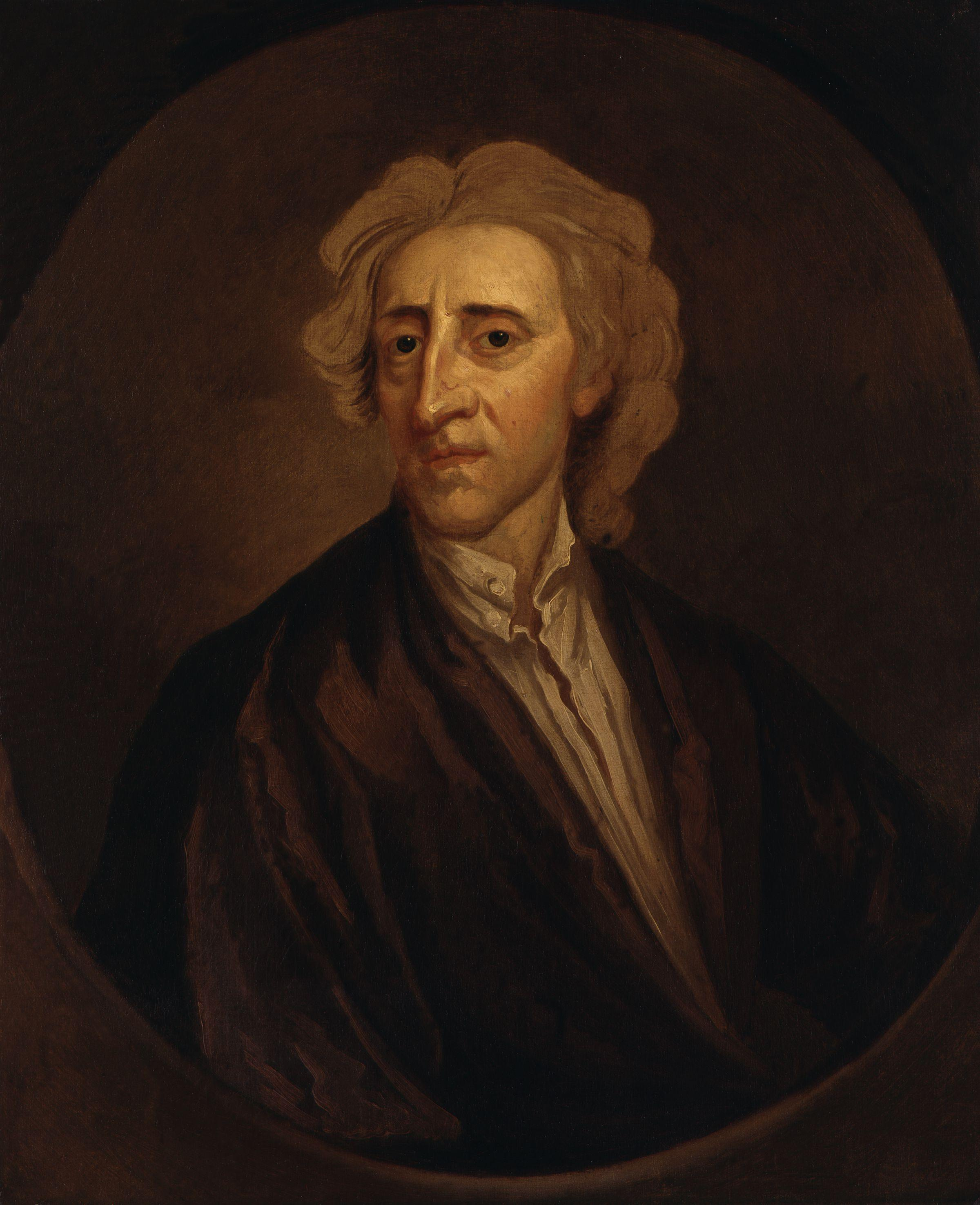
John Locke

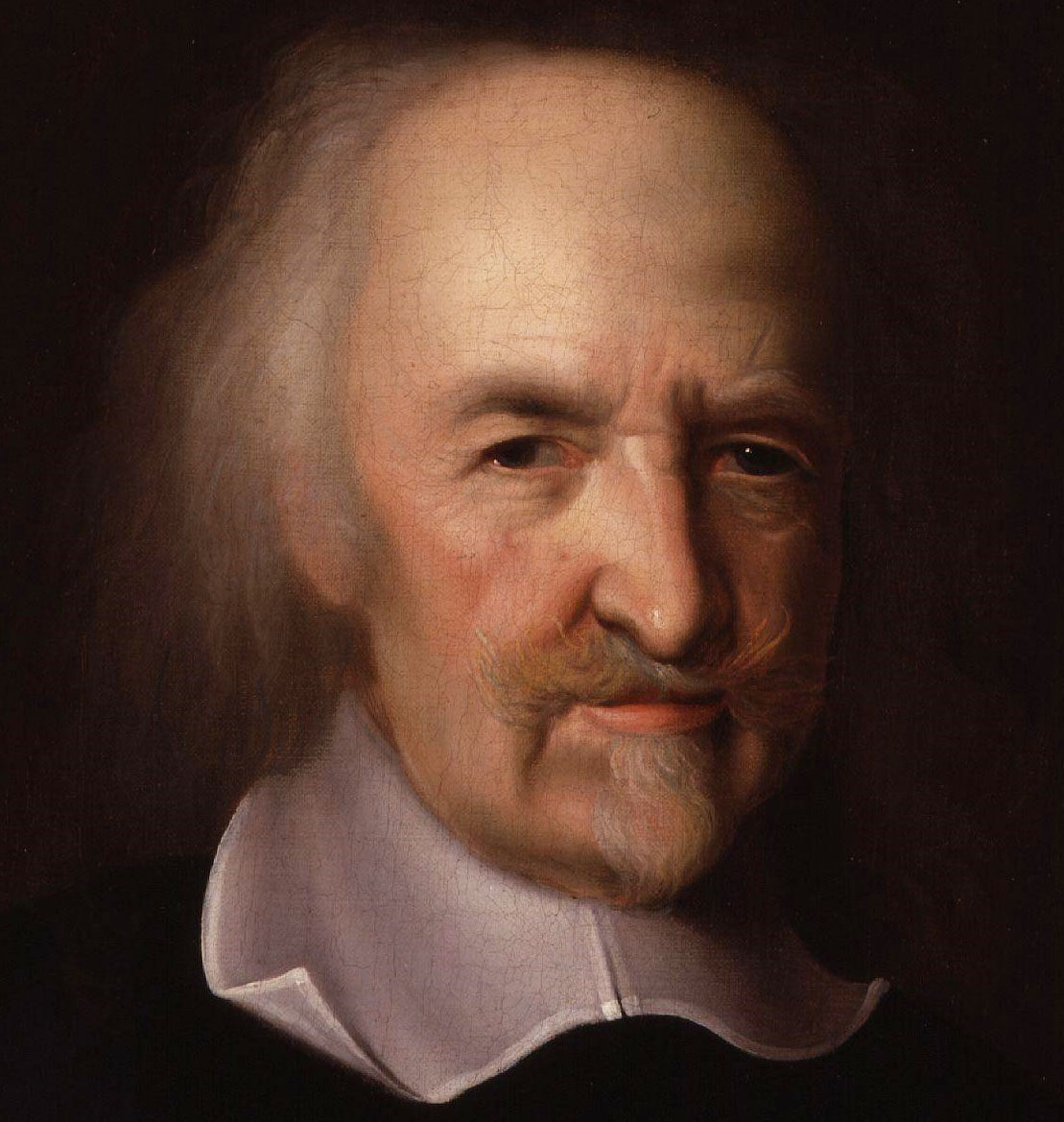
Thomas Hobbes

- Thomas Hobbes was een politiek filosoof en getuige van de godsdienstoorlogen. Hij was een tijdgenoot van Descartes en Spinoza en legde de grondslag voor het privédomein, waar de overheid niets te zeggen heeft. Hobbes vond dat de mens in de oorspronkelijke natuurstaat op voet van oorlog leefde, en wetten hadden de samenleving er vervolgens beter op gemaakt. De Oorlog van allen tegen allen kon enkel gestopt worden wanneer alle mensen vrijwillig via een sociaal contract hun vrijheid afstaan. Hobbes ontkende het bestaan van de menselijke vrije wil. Volgens Diderot in zijn artikel in de Encyclopédie[29] was hij het tegendeel van Rousseau, die dacht dat de mens van nature goed is;
- Robert Hooke was een natuurkundige en architect. Hij introduceerde de term 'cel' in de biologie na zijn microscopische waarnemingen van kurkweefsel en een theorie over de beweging van de planeten;
- Isaac Newton (1643-1727) was een filosoof, natuurkundige, alchemist en theoloog. Newton beschreef onder andere de zwaartekracht en de drie wetten van Newton, waardoor hij de grondlegger van de klassieke mechanica werd. Hij ontwikkelde een theorie over kleuren, gebaseerd op het prisma, dat van wit licht een zichtbaar spectrum maakt. Hij wordt beschouwd als de grootste geleerde in de geschiedenis van de wetenschap;
- John Toland schreef honderden boeken, waarvan het merendeel is gewijd aan kritiek op kerkelijke instituten. Hij was een van de grondleggers van de natuurlijke godsdienst. Het is onduidelijk in hoeverre dit deïsme is ontstaan uit een confrontatie met de klassieke Chinese filosofie;
- Anthony Ashley Cooper was op school een matige leerling, maar eenmaal op reis in het buitenland begon hij zich te ontwikkelen en zich voor van alles te interesseren. Hij was een tegenstander van religies, maar niet geheel areligieus. Lord Ashley woonde jarenlang in Rotterdam;
- John Locke was een lijfarts van Lord Ashley en politiek filosoof; woonde eveneens in Rotterdam. Hij gaf de achttiende eeuw de naam de Eeuw van de Rede;
- Gilbert White, natuurvorser en de eerste ecoloog. White observeerde en registreerde het weer, de stand van de gewassen, de trek van de vogels, het gedrag van zijn schildpad en de goudvissen in een kom van een gastheer. Zijn aantekeningen bevatten gedetailleerde gegevens over het klimaat en de veranderingen van planten en dieren onder de wisselende omstandigheden. White was geobsedeerd door de jaarlijkse aankomst en het vertrek van de zwaluwen, waarvoor hij nog geen verklaring had.
- Jethro Tull was een Engels landbouwwetenschapper voorafgaand aan de Industriële revolutie. Hij wordt gezien als een van de eersten die de landbouw wetenschappelijk en empirisch benaderde.
- Joseph Priestleys natuurwetenschap was een integraal onderdeel van zijn theologie. Hij probeerde consequent om het rationalisme van de Verlichting te verenigen met het christelijke theïsme.[30] In zijn metafysische teksten probeerde Priestley om theïsme, materialisme en determinisme te combineren, een project dat wel "gedurfd en origineel" is genoemd.[31] Hij geloofde dat een goed begrip van de natuurlijke wereld de vooruitgang zou bevorderen en uiteindelijk zou leiden tot het Christelijke Millennium.[31] Priestley geloofde sterk in de vrije en open uitwisseling van ideeën. Hij bepleitte tolerantie en gelijke rechten voor religieuze dissenters.
- James Burnett was een filosoof en linguïst, die zich bezighield met de ontwikkeling van de eerste concepten van evolutie, en wordt gezien als de voorloper van het idee van het principe van de natuurlijke selectie;
- Daniel Defoe schreef Robinson Crusoe over een "wilde" die geaccepteerd zou moeten worden zoals hij was. Het boek werd een van de meest gelezen en vertaalde werken. Voor Jean-Jacques Rousseau was Robinson Crusoe het enige boek dat zijn pupil Emile mocht lezen.
- George Berkeley betoogde dat de natuur slechts opgevat kan worden als een stel tekens of symbolen die door de Schepper aan de mens ter ontcijfering wordt aangeboden;
- Samuel Johnson (schrijver) was een Engelse lexicograaf, dichter, essayist en literatuurcriticus;
- Samuel Richardson was een van de auteurs op de Index librorum prohibitorum, een door de paus vastgestelde lijst van boeken die katholieken niet mochten lezen;
- Edmund Burke was een Engels parlementslid en de grondlegger van het moderne conservatisme. Hij bestreed de denkbeelden van de Verlichting en de Franse Revolutie;
- Edward Gibbon was een historicus, die bekend werd vanwege zijn uitzonderlijke beschrijving van de ondergang van het Romeinse Rijk: The History of the Decline and Fall of the Roman Empire;
- Mary Wollstonecraft was een schrijfster, filosofe en feministe. Ze werd gegrepen door de revolutionaire ontwikkelingen in Frankrijk en in 1792 vertrok ze naar Parijs om de Franse Revolutie van nabij mee te maken.
- Joseph Addison was een Engelse politicus, die bekendstond om zijn passie voor goed onderwijs. Dit liet hij onder meer blijken door het volgende citaat: Wat beeldhouwwerk is voor een stuk marmer, dat is onderwijs voor de menselijke ziel.

### Schotland
- Francis Hutcheson baseerde zijn morele filosofie niet op de Bijbel, maar op de menselijke natuur;
- Thomas Reid vond dat je de rede moest gebruiken om Gods openbaring uit te kunnen leggen;
- Adam Ferguson was een van de grondleggers van de sociologie;
- David Hume was een politiek filosoof. Hij vond dat absolutisme armoede in de hand werkte. Hume was een agnosticus, maar sloot niet uit dat er een God bestond. Al zijn boeken werden in 1761 door de paus verboden;
- Adam Smith was de vader van de moderne economie en samen met John Locke promotor van het klassiek-liberalisme;
- James Boswell was een geniale dagboekschrijver, die de Corsicaanse onafhankelijkheidsstrijder Pasquale Paoli steunde;
- Richard Price steunde de Amerikaanse revolutie;
- Joseph Black was een van grondleggers van de atoomtheorie;
- James Hutton ging in tegen het idee dat gesteenten waren ontstaan tijdens de zondvloed;
- John Playfair was een geoloog, die over de traagheid van de geologische processen publiceerde.

### Duitsland

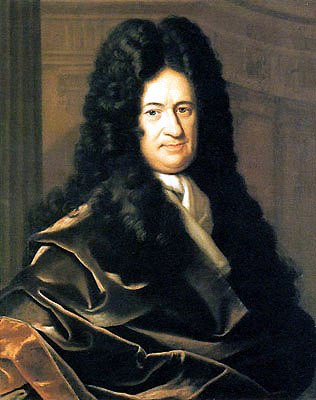
Gottfried Wilhelm von Leibniz

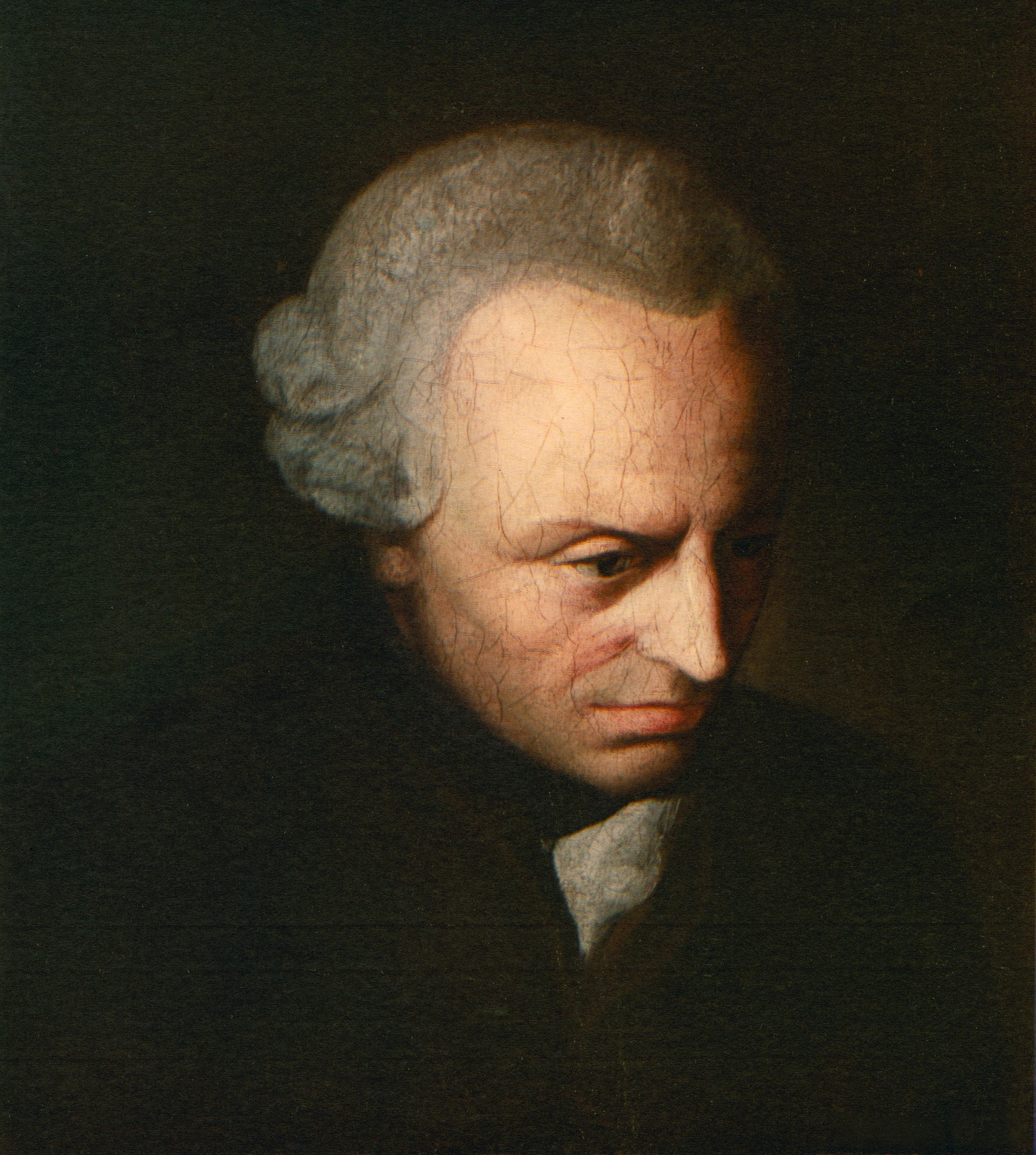
Immanuel Kant

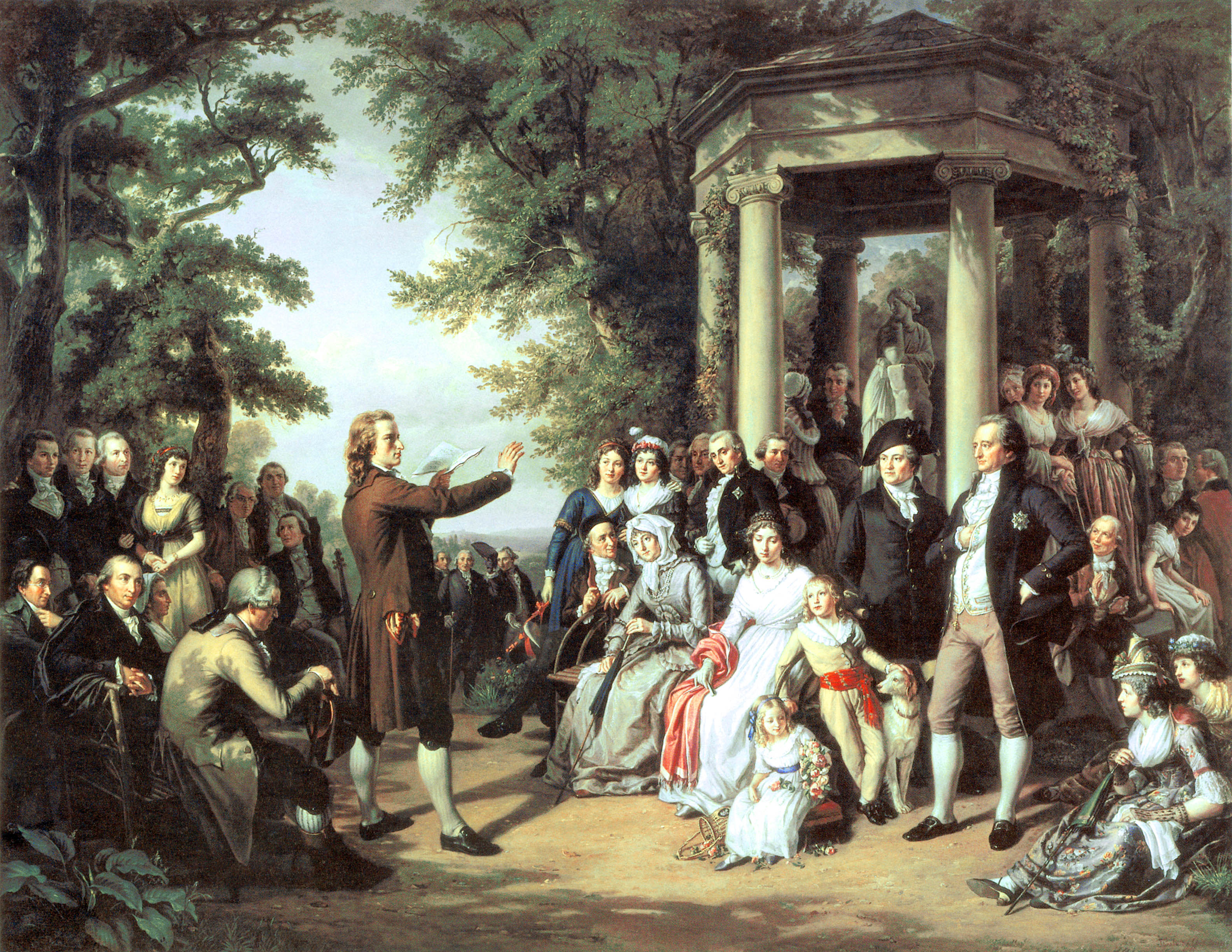
Schiller is aan het voorlezen in een park buiten Weimar; Wieland en Herder zitten links, Goethe staat rechts bij de pilaar. Schilderij uit 1860 door Theobald von Oer

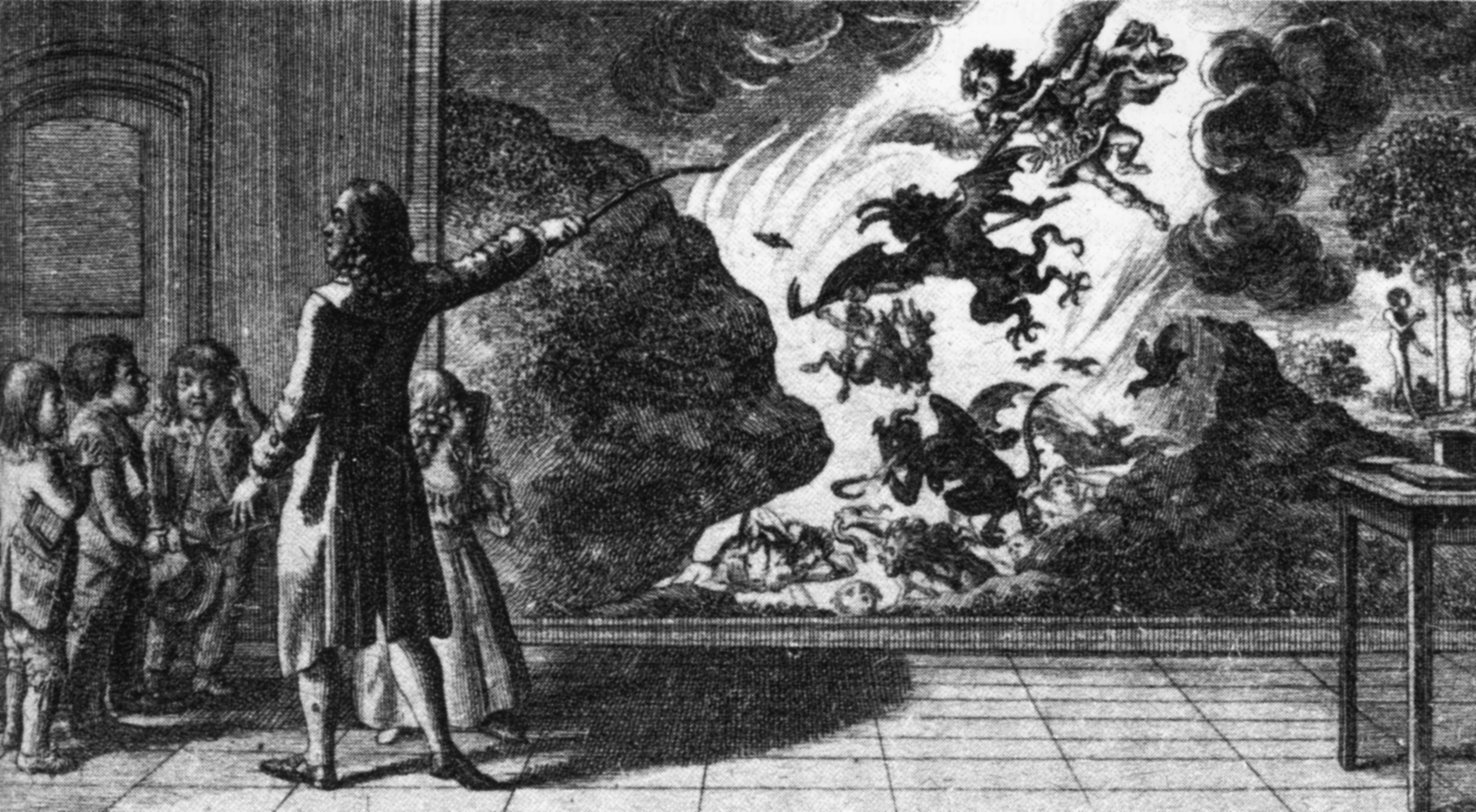
Een onderwijzer schrikt zijn leerlingen af door te wijzen op de hel, satan, de duivel en Adam en Eva. Gravure door Daniel Niclaus Chodewiecki

- Gottfried Wilhelm Leibniz was een wiskundige, filosoof, logicus, natuurkundige, historicus, rechtsgeleerde en diplomaat. Hij liep ver vooruit op zijn tijdgenoten en zag als een van de eersten het belang in van de theorie van Newton. Hij was een voorstander van de gematigde vorm van Verlichting en streefde zijn hele leven naar harmonie op zo veel mogelijk fronten. Hij trachtte zo veel mogelijk wetenschappers tot samenwerking te bewegen en ondernam pogingen om alle christelijke kerken nader tot elkaar te brengen;
- Christian Thomasius droeg door zijn pleidooi voor een humaan strafrecht wezenlijk bij aan de afschaffing van de heksenprocessen in Duitsland; schreef voor alle standen en beide geslachten;
- Christian Wolff publiceerde over de filosofie van Confucius en vergeleek hem met Mozes, Christus en Mohammed; hij werd daarvoor in 1723 verbannen, maar in 1740 gerehabiliteerd. Hij was voorstander van de meer gematigde Verlichting;
- Johann Gottfried von Herder leverde recensies voor het tijdschrift de Allgemeine Deutsche Bibliothek, maar werd een van de grondleggers van de Duitse Romantiek, die kritiek uitoefende op de Verlichting;
- Immanuel Kant hield zich, net als vele andere filosofen voor hem, bezig met de vraag of filosofie even verklarend kon zijn als theologie voorheen; hij geldt als grondlegger van de moderne filosofie en behoort tot de late Verlichting;
- Thomas Abbt werkte aan de popularisering van de filosofie;
- Moses Mendelssohn pleitte voor scheiding van kerk en staat; stond model voor Nathan de Wijze; woordvoerder van de Haskala, de joodse vorm van de Verlichting;
- Christoph Martin Wieland was een romanschrijver en vertaler van Shakespeare; hij zocht naar een evenwicht tussen religie en wetenschap, tussen ernst en lichtzinnigheid, en tussen morele plicht en levensgenieten;
- Gotthold Ephraim Lessing was een schrijver van toneelstukken, onder andere Nathan de Wijze. Zijn werk stond in het teken van de religieuze tolerantie en hij wees fanatisme en onverdraagzaamheid af;
- Johann Winckelmann was de grondlegger van de (klassieke) archeologie vanwege zijn studies over klassieke kunst (m.n. over de ontdekkingen in Herculaneum);
- Johann Christoph Gottsched hervormde het Duitse theaterwezen;
- Adam Weishaupt (1748–1830) pleitte voor het afschaffen van alle georganiseerde religies en alle staten;
- Georg Christoph Lichtenberg was de eerste Duitse hoogleraar experimentele natuurkunde. Hij perfectioneerde wat hij noemde de angstafleider. Lichtenberg schreef op een luchtiger wijze over de Verlichting dan de meeste Duitse filosofen;
- Friedrich Melchior Grimm was een schrijver en diplomaat, die voor de Franse Encyclopédie artikelen leverde over muziek en verschillende vorstenhoven inlichtte over het intellectuele leven in Parijs;
- Christian Felix Weiße was een pedagoog uit de Verlichting en schreef jeugd- en kinderboeken;
- Friedrich Nicolai was een uitgever (het tijdschrift Allgemeine Deutsche Bibliothek);
- Christian Garve behoort evenals Kant, zijn tegenstander, tot de late Verlichting.

### Overige
Verenigde Staten

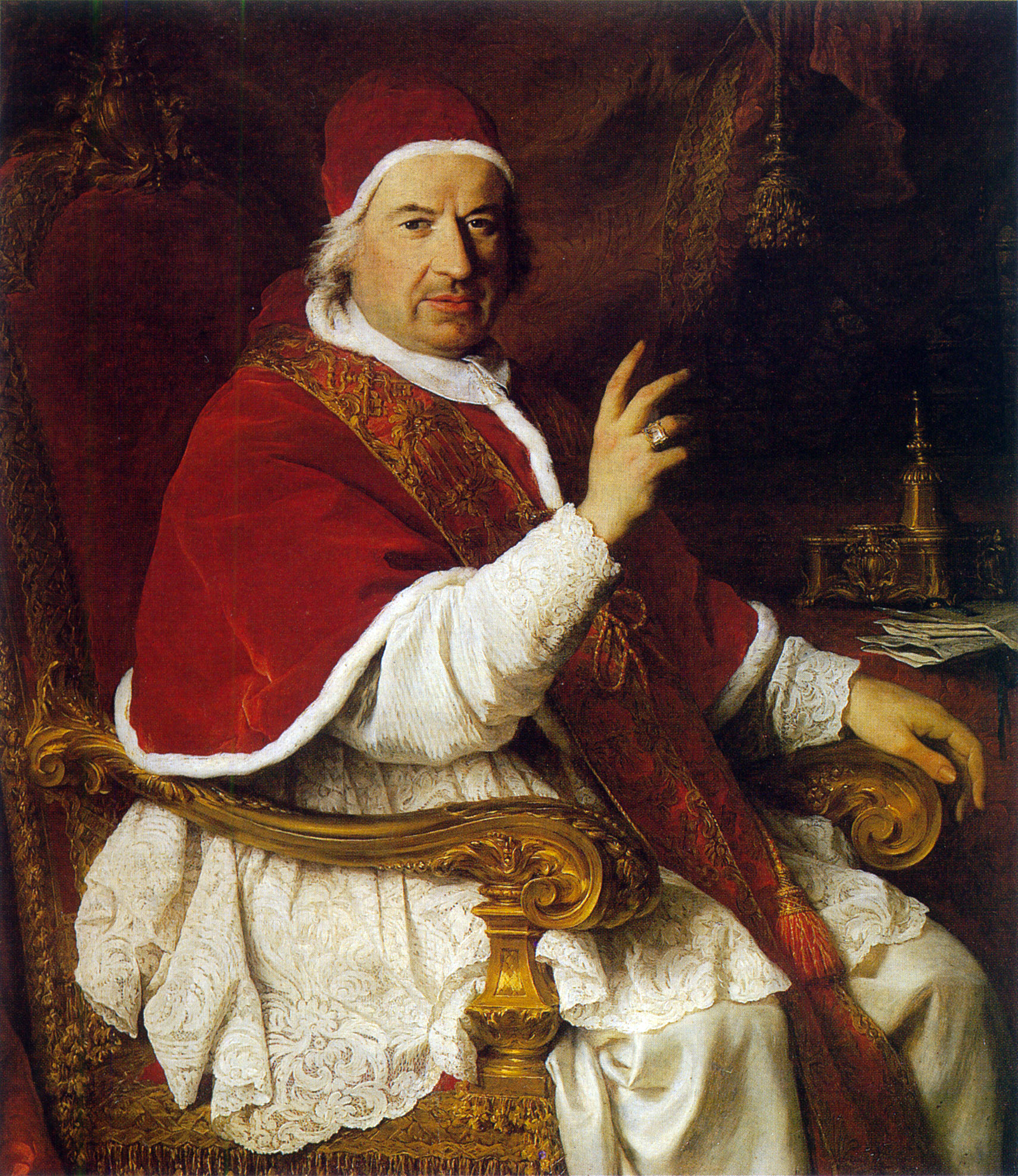
Paus Benedictus XIV. Voltaire droeg zijn toneelstuk Mahomet aan hem op

- William Penn stelde een handvest op waarin de vrijheid van de Amerikaanse kolonisten werd vastgelegd, evenals het recht op een eerlijke berechting, vrije verkiezingen en godsdienstvrijheid;
- Benjamin Franklin (1706–1790) gaf de belangrijkste krant uit in de Amerikaanse kolonie en richtte een boekenuitleen op; hij is het bekendst als medeopsteller van de Amerikaanse onafhankelijkheidsverklaring (1776);
- Thomas Paine schreef The Age of Reason, een aanval op de georganiseerde religie. Hij verwierp de Bijbel, onder andere omdat hij veel van het bloedvergieten in de Bijbel niet moreel gerechtvaardigd vond;
- Thomas Jefferson ontwierp de grondslagen van de VS: 'alle mensen zijn gelijk geschapen', volkssoevereiniteit, het recht op verzet tegen de overheid wanneer die zichzelf niet aan de wet zou houden, en het 'natuurlijke' recht op individuele vrijheid, leven en 'the pursuit of happiness', het nastreven van geluk. Deze basiswaarden had hij voor een deel opgedaan uit geschriften van de Engelse liberale Verlichtingsfilosoof John Locke, bij wie hij het principe 'natuurrecht' vond.

Rusland

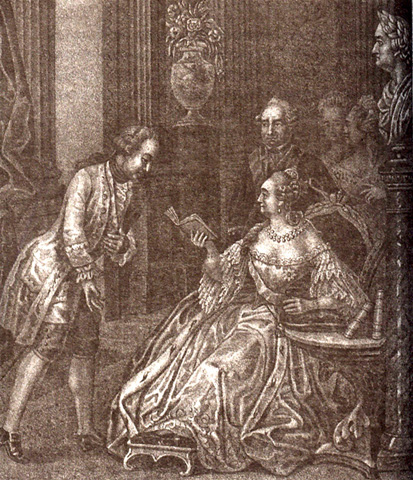
Elisabeth van Rusland en Lomonosov

- Antiochus Kantemir vertaalde een boek van Fontenelle in het Russisch over de theorieën van Copernicus, Kepler, Galilei en Descartes, uitgelegd aan vrouwen. Het werd vanwege de censuur in 1740 gedeeltelijk uitgegeven;
- Mikhail Lomonosov was een veelzijdig Russisch geleerde en schrijver;
- Aleksandr Radisjtsjev stelde de Russische verhoudingen onder Catharina de Grote aan de kaak;
- Ekaterina Dashkova was het hoofd van de Russische Academie van Wetenschappen;
- Mikhailo Shcherbatov was een exponent van de Russische Verlichting;
- Nikolay Novikov (1744–1818) was een Russische schrijver, filantroop en uitgever.

Italië (bestond nog niet als natie, maar een belangrijk centrum van geestelijke ontplooiing werd het hertogdom Lombardije, een van de vorstendommen die sterk onder Oostenrijkse invloed stonden
- Francesco Algarotti schreef een boek over de theorie van Newton, uitgelegd voor vrouwen; geboren in de republiek Venetië, maar een aanzienlijk deel van zijn leven vertoevend in andere Europese landen
- Cesare Beccaria (1738-1794), politicus en strafrechtdeskundige; pleitte voor afschaffing van de doodstraf; hij was afkomstig uit Lombardije
- Paus Benedictus XIV was de eerste paus die het huwelijk tussen protestanten en katholieken erkende;
- Francesco Paolo Di Blasi pleitte voor een grondwet in Sicilië, evenredige belastingen, onderwijs voor elk kind en de afschaffing van de doodstraf en martelingen;
- Giambattista Vico was een geschiedschrijver, die over de opkomst en neergang van beschavingen publiceerde; grondlegger van de cultuurwetenschappen.

Spanje
- Benito Jerónimo Feijóo y Montenegro (1676–1764) was een voorloper van de Spaanse Verlichting;
- Gaspar Melchor de Jovellanos, prominent staatsman;
- Leandro Fernández de Moratín (1760–1828), toneelschrijver.

Zweden
- Carl Linnaeus, botanicus;

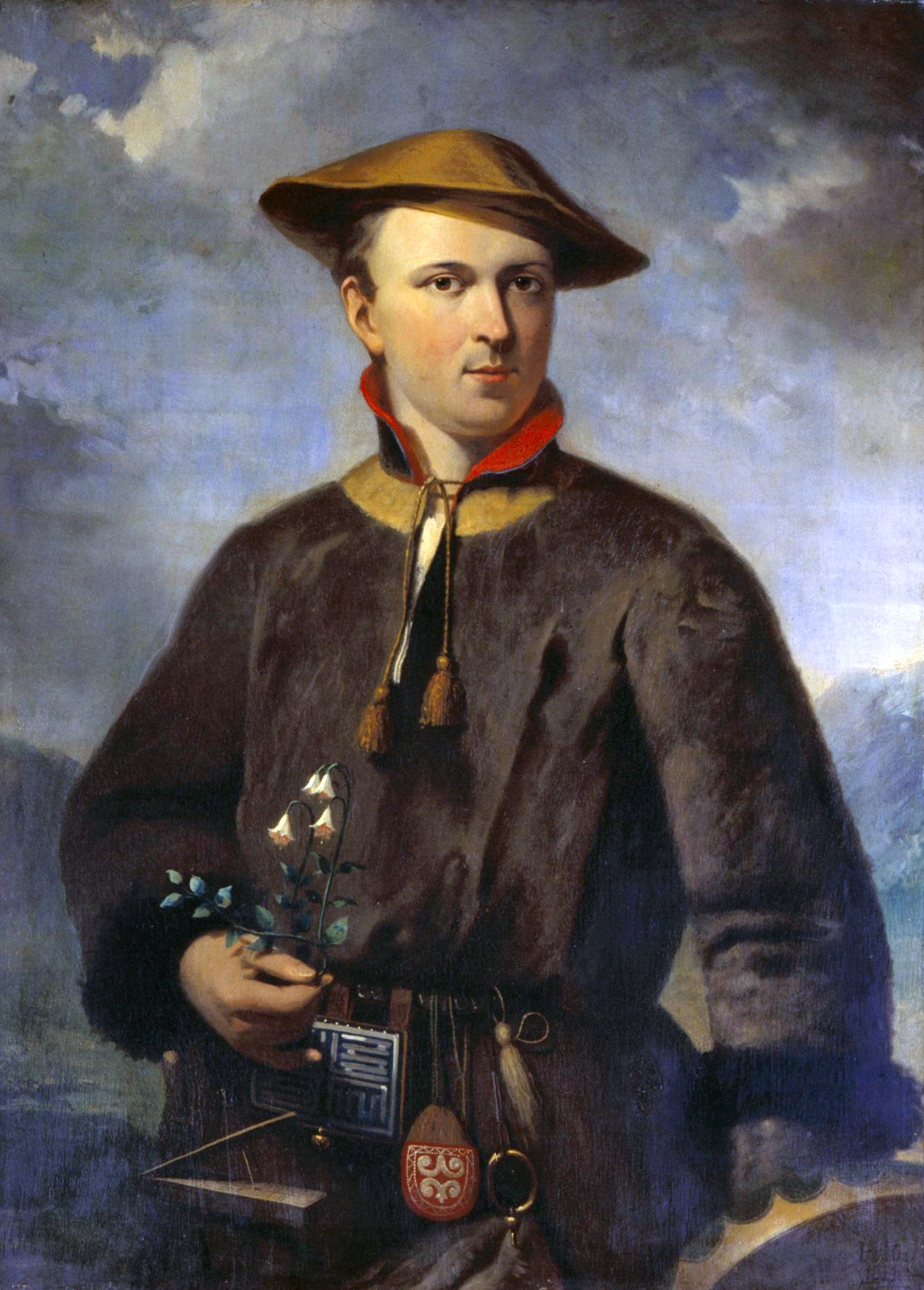
Linnaeus in Lapse kledij

- Emanuel Swedenborg (1688–1772) was de eerste die voorstelde het metriek stelsel in te voeren in heel Europa;
- Anders Celsius is het bekendst vanwege de Celsius-temperatuurschaal, die hij in 1742 invoerde.

Polen
- Ignacy Krasicki (1735–1801) was een dichter en vertaler. Van hem is de bekende zin Het is beter van mening te verschillen in vrijheid dan akkoord te zijn achter de tralies;
- Hugo Kołłątaj (1750–1812), Polen.

Denemarken
- Johann Friedrich Struensee zette zich met name in voor de ongehuwde moeders en hun kinderen, en voor de vaccinatie tegen pokken.

Portugal
- Sebastião de Melo, Marquis van Pombal (1699-1782) werkte als diplomaat in Engeland en Oostenrijk. Hij hervormde het land en hief de orde van de jezuïeten op, maar verbood de publicatie van boeken van Spinoza.

Zwitserland
- Albrecht von Haller was een arts, botanicus en dichter;
- Johann Samuel König werd na zijn verbanning uit Bern hoogleraar aan de hogeschool van Franeker.
- Johann Kaspar Lavater schreef een dubieus boek over fysiognomie.

## Late Verlichting en Kant

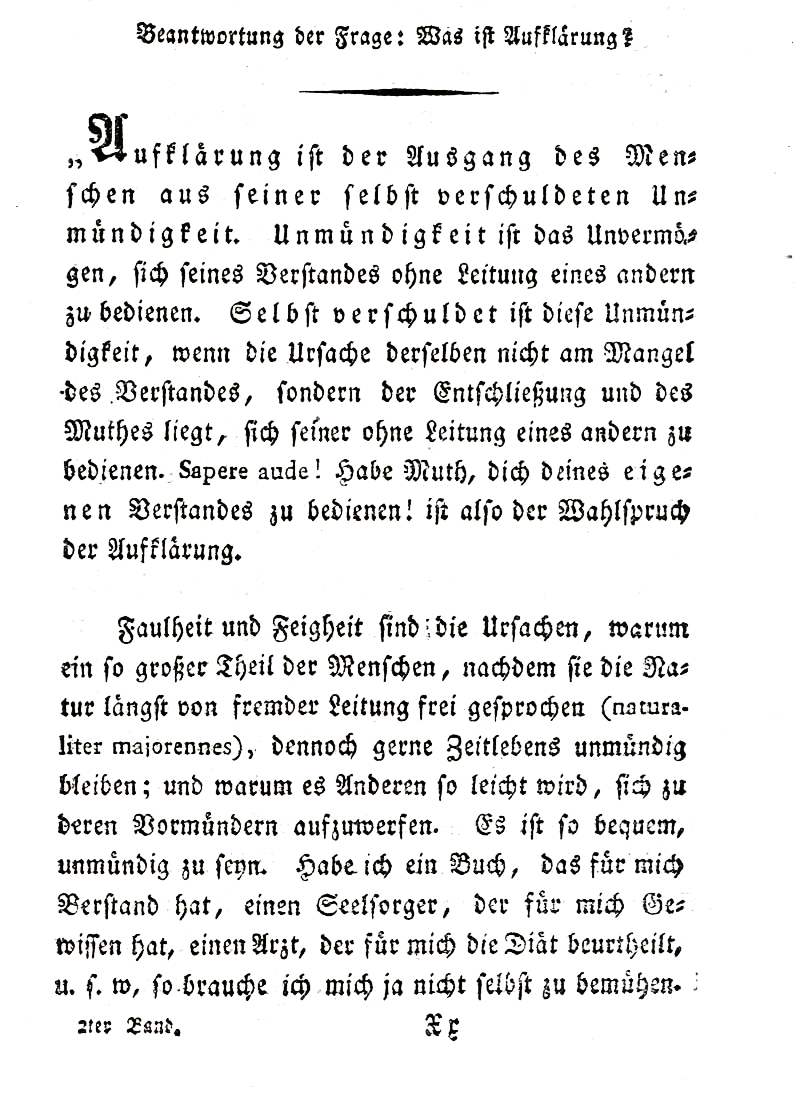
Habe Muth, dich deines eigenen Verstandes zu bedienen! Uit het pamflet Wat is Verlichting? van Immanuel Kant.

De drie Kritieken van de Duitse verlichtingsfilosoof en laatste universalist, Kant, gelden vanwege hun intellectuele diepgang als een mijlpaal in de westerse wijsbegeerte. Zijn meest toegankelijke tekst is het pamflet "Beantwortung der Frage: Was ist Aufklärung?" (De beantwoording van de vraag: wat is de verlichting?) uit 1784. Het was zijn bijdrage aan een prijsvraag.
Uit dat werk komt de bekendste definitie van de verlichting. Kant zegt:
"Aufklärung ist der Ausgang des Menschen aus seiner selbstverschuldeten Unmündigkeit. Unmündigkeit ist das Unvermögen, sich seines Verstandes ohne Leitung eines anderen zu bedienen."
(Verlichting is het uittreden van de mens uit de onmondigheid die hij aan zichzelf te wijten heeft. Onmondigheid is het onvermogen zich van zijn verstand te bedienen zonder de leiding van de ander.)
Deze onmondigheid is geen gebrek aan verstand, maar aan een gebrek aan moed en vastberadenheid en het blind vasthouden aan overgeleverde waarden.
De zinspreuk van de verlichting is 'Sapere aude: Durf je van je eigen verstand te bedienen, maar volgens Immanuel Kant moet men bij het nadenken over alles en bediscussiëren van ieder denkbaar onderwerp, gehoorzaamheid niet uit het oog verliezen.

## Kritiek

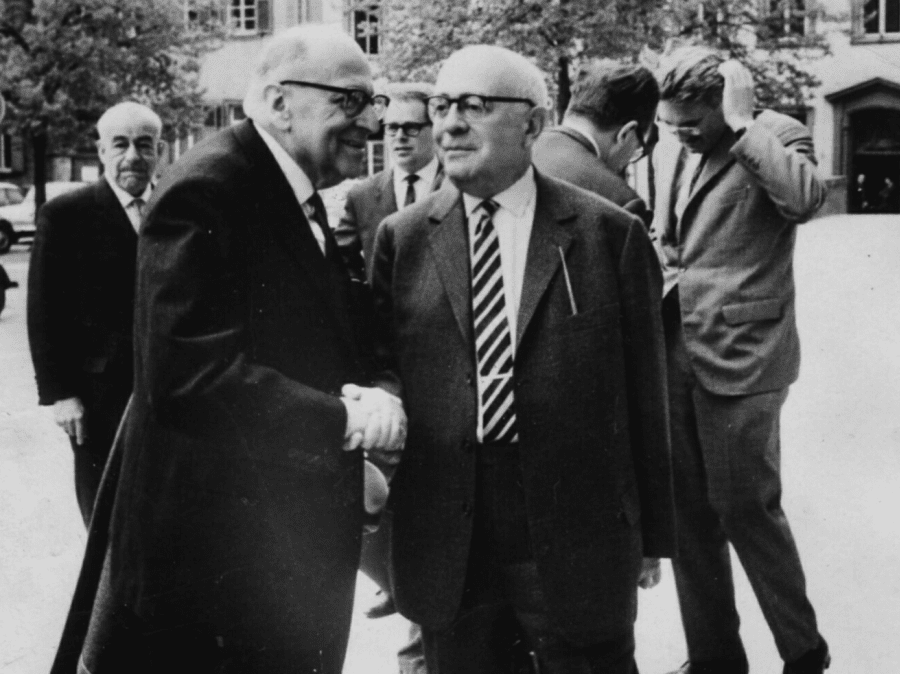
Max Horkheimer (links vooraan) en Theodor Adorno (rechts vooraan) in 1965.

Zowel in de achttiende eeuw zelf, als later in de negentiende en de twintigste eeuw was er fundamentele kritiek op de beweging van de Verlichting. De term contra-, tegen- of antiverlichting brengt deze kritiek onder één gezamenlijke noemer. Het conservatisme en de romantiek zijn negentiende-eeuwse reacties op de Verlichting. In de twintigste eeuw bekritiseerde Louis-Ferdinand Céline in zijn Reis naar het einde van de nacht de vooruitgangsgedachte. Max Horkheimer en Theodor Adorno deden dit met hun De dialectiek van de Verlichting. Recenter positioneert het postmodernisme zich tegenover de Verlichting en verwerpt radicaal de zeker geachte kennis in de wetenschap, alsook de moraal, de politiek en religie en de daarop gebaseerde hoop:
- Verlichtingsdenkers gaan uit van het redelijke, menselijke vermogen, om kennis op te bouwen en van daaruit te handelen, met  vooruitgang als beoogd resultaat. Tradities en instituties worden daarbij echter aangepast en dreigen zo te verdwijnen.
- De kritiek gaat ervan uit dat de rede en het kenvermogen van de mens beperkt is. Ingrijpen in de maatschappelijke werkelijkheid blijft daarom moeilijk en kan gevaarlijk zijn.
- De Verlichting en de moderne wetenschap persen mensen in een keurslijf en leiden tot nieuwe vormen van onvrijheid en onderwerping.
- Het idee dat de moderne wetenschappelijke kennis tot doorzichtigheid en beheersbaarheid van de maatschappij leidt, is volgens de kritiek niet juist. Rede, kennis en rationaliteit leiden tot vooruitgang op het wetenschappelijke en technische vlak en niet in de moraal, de politiek en het mens-zijn.

## Literatuur

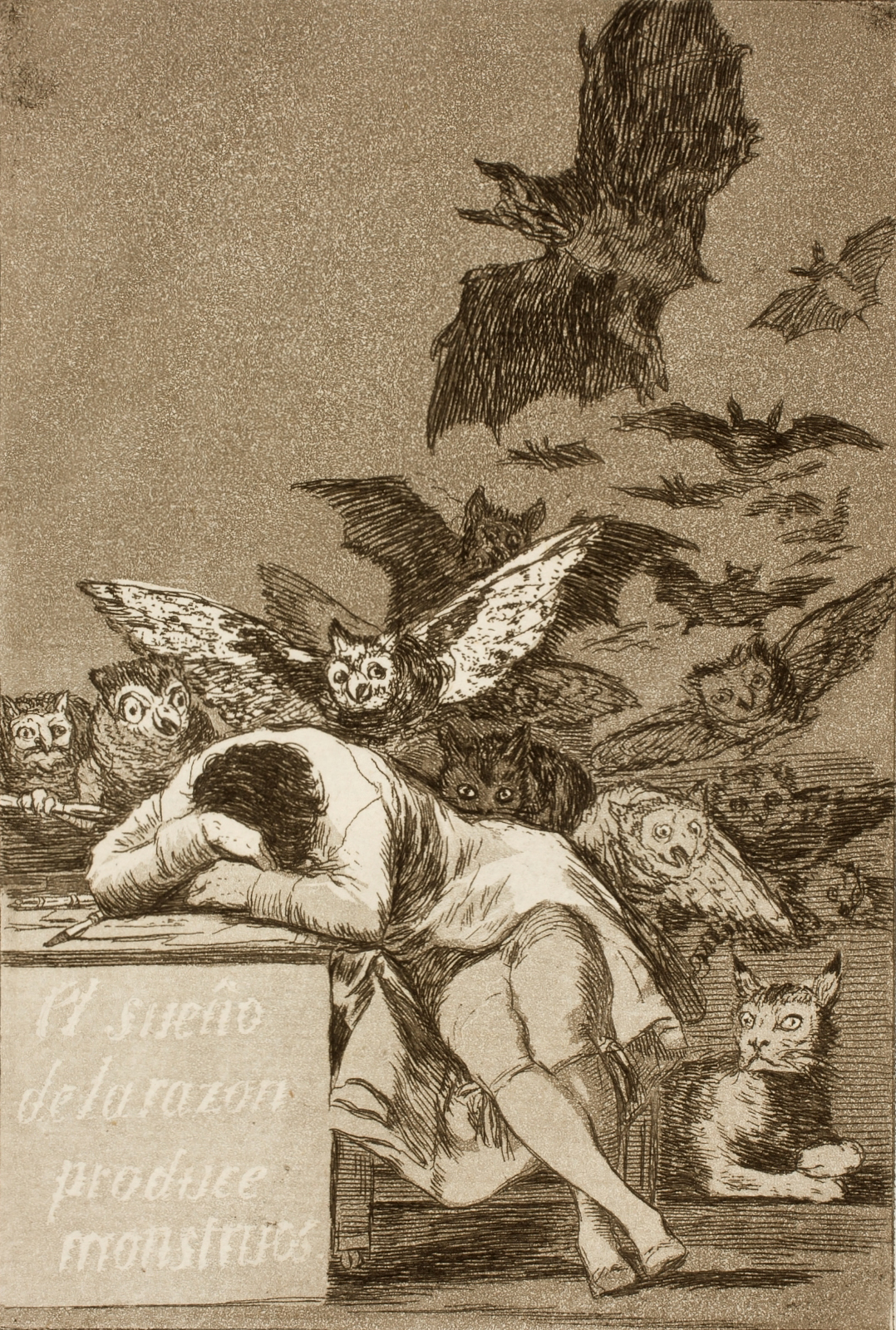
De slaap van de rede brengt monsters voort, het bekendste werk uit de Los Caprichos door Francisco de Goya.